# Cannabis (psicotrópico)

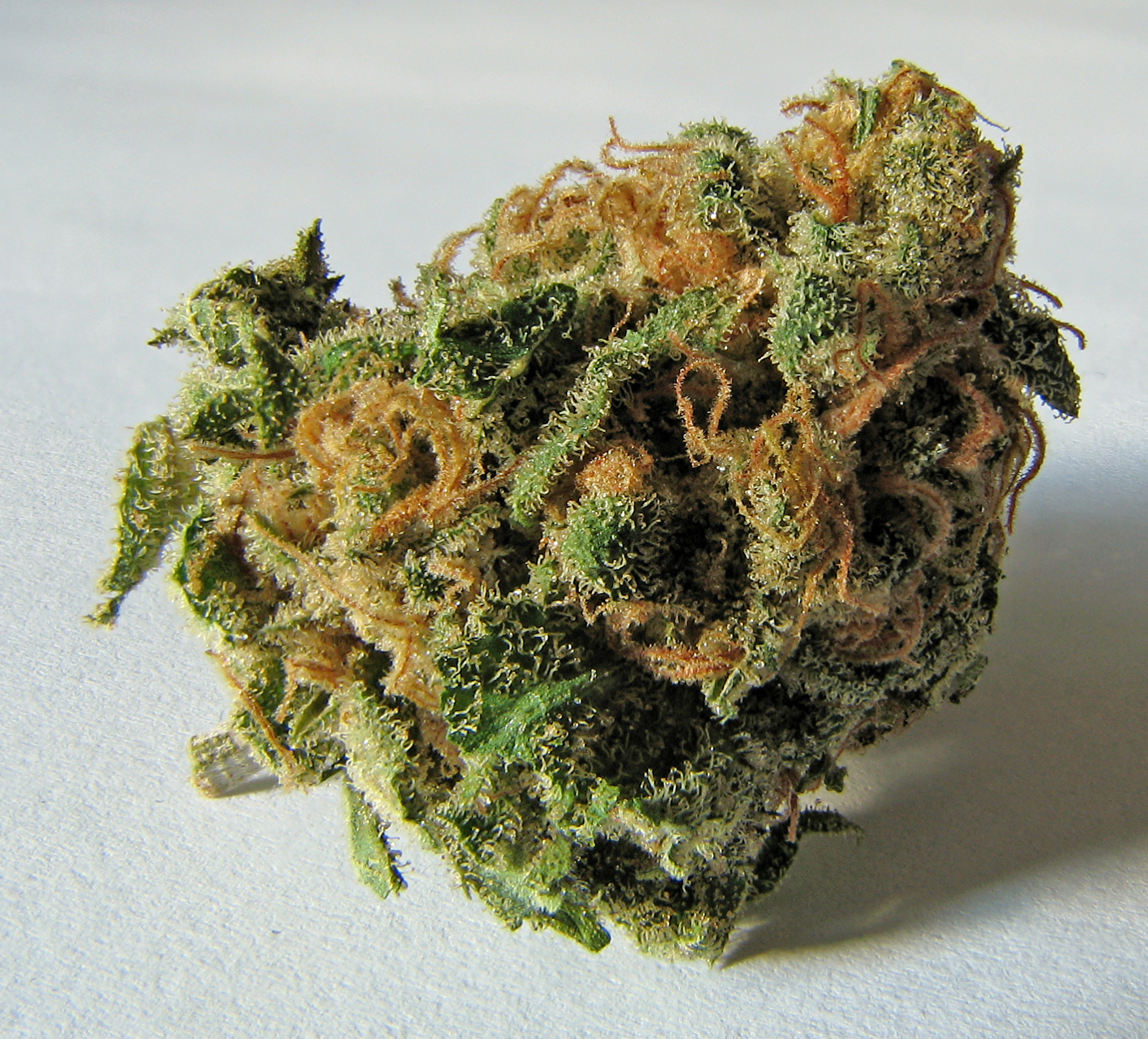
Cogollos secos de la planta Cannabis sativa. Los tricomas contienen grandes cantidades de cannabinoides, terpenos y flavonoides.

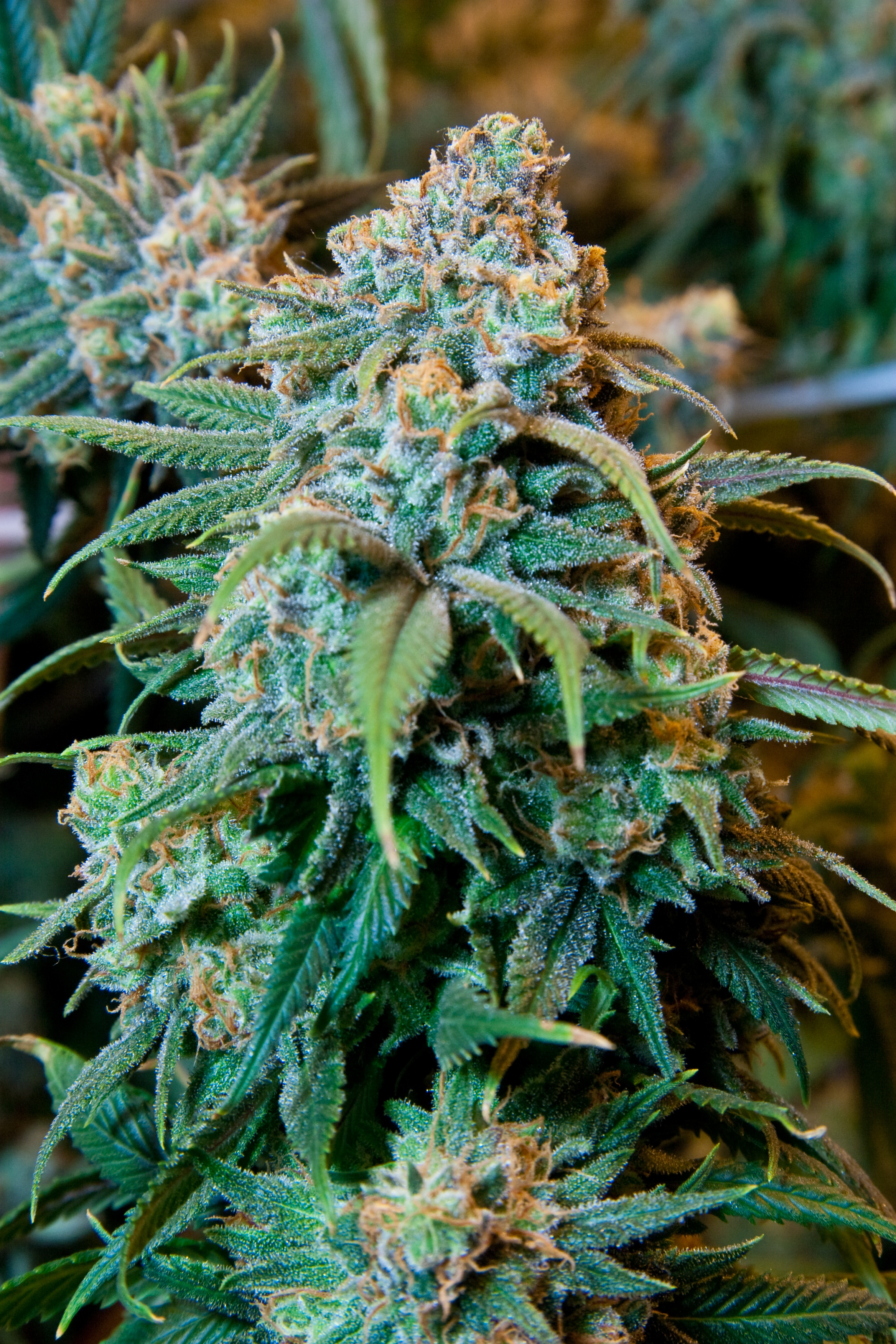
Cannabis sativa florecida.

El cánnabis o cannabis (conocido también según la forma de presentación como marihuana, hachís, o mariguana, entre otros) es una droga psicoactiva depresora del sistema nervioso obtenida de la planta Cannabis sativa. Contiene dentro de sus compuestos la molécula de THC o tetrahidrocannabinol, el cual es el compuesto psicoactivo o psicotrópico principal de la planta del cáñamo (Cannabis sativa), presente en sus variedades o cepas, que son más de 2500, surgidas del cruce entre las subespecies C. s. sativa, C. s. indica y C. s. ruderalis seleccionadas para utilizarlas con fines recreativos y medicinales. En cambio las variedades que se utilizan para producir cáñamo industrial generalmente contienen un nivel muy bajo de THC. De acuerdo con la Organización de las Naciones Unidas, se trata de la sustancia ilícita más utilizada en el mundo. La regulación legal del cannabis es diferente en cada país, y existen tanto detractores como defensores de su despenalización.
El cannabis en su estado fresco contiene ácido tetrahidrocannabinólico, el cual luego se convierte en THC. El compuesto químico psicoactivo predominante en el cannabis es el tetrahidrocannabinol (THC). El cannabis contiene más de 500 compuestos químicos diferentes, entre ellos al menos 113 cannabinoides aparte del THC, tales como el cannabidiol (CBD), el cannabinol (CBN) o la tetrahidrocannabivarina (THCV), que tienen efectos distintos a los del THC, y también actúan en el sistema nervioso. El 11-Hydroxy-THC se produce cuando el cannabis está cocinado, pero no cuando se fuma. El cannabis se utiliza  a menudo por sus beneficios para la salud [cita requerida], entre los que destacan un cambio general en la percepción, euforia y un mejor estado de ánimo, el aumento del apetito y una sensación de estar bajo los efectos de la droga, «colocado», «volado» o «trabado» en el lenguaje popular. Los efectos, que duran entre dos y seis horas, comienzan a los pocos minutos de su consumo cuando se fuma, mientras que cuando se cocina y come, los efectos tardan entre 30 minutos y una hora en manifestarse y pueden durar hasta 8 horas. Los efectos secundarios inmediatos incluyen la pérdida de la memoria a corto plazo, sequedad bucal, reducción de la capacidad motora, ojos rojos y sentimientos de paranoia o ansiedad.
Los efectos a largo plazo pueden ser la adicción (en un 8 % de los casos), la disminución de ciertas habilidades cognitivas (sobre todo en aquellos que comenzaron desde la infancia o la adolescencia un consumo habitual) incluyendo la pédida de memoria, disminución del coeficiente intelectual y multiplicación de las posibilidades de sufrir trastornos psiquiátricos "[...] ya sea trastorno bipolar, esquizofrenia, depresión, ansiedad o conducta suicida, en función de la edad —cuanto más joven, peor impacto tiene el cerebro— y de la cantidad de THC que se consume." según el psiquiatra Celso Arango, expresidente de la Sociedad Española de Psiquiatría y Salud Mental y director del Instituto de Psiquiatría y Salud Mental del Hospital Gregorio Marañón. A su vez, incrementa las posibilidades de desarrollar problemas salud y de comportamiento en niños cuyas madres consumieron cannabis durante el embarazo.
La planta del cáñamo fue empleada ya hace miles de años por los humanos gracias a sus características médicas, industriales y recreativas. Algunos usos históricos que se le brindaron al cáñamo desde millones de años atrás fue la nutrición a través de sus hojas y semillas, la utilización de sus tallos para llevar a cabo cuerdas y sus semillas para la producción de aceites fundamentales. Por otro lado, su uso más relevante hoy en día es utilizar el cannabis para la elaboración de drogas psicoactivas y son consumidas por la sociedad gracias a diferentes fines ya sean medicinales recreativos, etc. “Las características psicoactivas del cannabis son atribuibles, mayormente, a la presencia del delta-9-tetrahidrocannabinol (THC), que es el primordial cannabinoide que altera la conciencia.”
En 2014, la ONU estimó que cerca del 3 % de la población mundial adulta consume marihuana anualmente. Naciones Unidas calculó que, para 2014, entre 127 000 000 (ciento veintisiete millones) y 233 000 000 (doscientos treinta y tres millones) de personas podrían haber consumido esta sustancia, mientras que sus mejores estimaciones apuntan a una media de unos 182 000 000 (ciento ochenta y dos millones) de consumidores. A pesar de la situación de ilegalidad, su uso está muy extendido en algunos países; por ejemplo, en Estados Unidos (en el año 2016), el 51 % de la población la había consumido en algún momento de su vida, un 12 % en el último año, y un 7,3 % en el último mes.
El uso del cannabis data del iii milenio a. C. El cannabis fue introducido al Nuevo Mundo por los españoles en el siglo XVI. A partir de la segunda mitad del siglo XX, el uso, la posesión y la venta de preparados con cannabis que contienen el cannabinoide psicoactivo comenzaron a considerarse ilegales en la mayor parte del mundo. Desde ese entonces, algunos países han intensificado su control sobre la distribución de la sustancia. Sin embargo, su uso medicinal también se ha autorizado en algunos países europeos, también en Paraguay, Ecuador, Canadá, Australia y varios estados de Estados Unidos.

## Etimología
Tomado del latín cannabis (“cáñamo”), del griego antiguo κάνναβις (kánnabis). 
La primera referencia a marihuana fue encontrada en 1842 en periódicos mexicanos, y luego el término hizo su camino en Estados Unidos en los años 1890. 

## Taxonomía
El género Cannabis forma parte a la familia Cannabaceae, el cannabis se considera mono-específico “cannabis sativa linnaeus” y puede clasificarse en subespecies: Cannabis sativa subespecie sativa, Cannabis sativa subespecie spontanea, Cannabis sativa subespecie kafiristanca, Cannabis sativa subespecie indica, Cannabis sativa subespecie ruderalis. Esta ordenación de subespecies está fundamentada en las propiedades químicas y morfológicas de las plantas de cannabis. No obstante, depende de componentes ambientales y tienen la posibilidad de diferir en algunas oportunidades. “En la mayor parte de las situaciones bastará con utilizar el nombre de cannabis sativa para aludir a todas las plantas de cannabis.” 

## Descripción
Son generalmente hierbas erectas y floridas que tienen la posibilidad de lograr una altura de 1 hasta 3 m y sus tallos se muestran de manera erguida midiendo de 0,2 a 6 m. Sus hojas tienen la posibilidad de ser palmatilobadas o palmaticompuestas. 
Son plantas dioicas ya que las flores masculinas y femeninas se muestran en plantas diferentes. No obstante, además tienen la posibilidad de existir plantas monoicas que “poseen flores masculinas y flores femeninas a su vez”. Sus flores son pequeñas y tienen la posibilidad de presentarse de manera monoica o dioica. Las flores de individuos masculinos tienen cinco sépalos con cinco estambres anti sépalos, las de individuos femeninos tienen un cáliz tubular que encierra al ovario.[cita requerida] El fruto es de tipo aquenio; el fruto regular contiene una semilla llamada cañamón.[cita requerida] La detención de la fertilización de flores femeninas por polen masculino provoca el fenómeno de partenocarpia resultando en frutos sin semilla, sospechados ser el mecanismo de acción detrás de la producción de cogollos "sinsemilla" ricos en fitocannabinoides.

## Historia

Se ha demostrado que el uso del cannabis, al menos como fibra, se remonta por lo menos a hace unos 10 000 años en Taiwán. Má (pronunciación pinyin), la expresión china para el cáñamo, es un pictograma de dos plantas bajo un acantilado.

El cannabis es originario de Asia Central y del Sur. Existen evidencias de inhalación de humo del cannabis que datan del tercer milenio A.C., tal y como indicarían las semillas de cannabis carbonizadas encontradas en el interior de un brasero ritual en un antiguo cementerio de la actual Rumania. También se sabe que el cannabis fue utilizado por los antiguos hindúes y sijs Nihang de la India y de Nepal durante miles de años.[cita requerida] La hierba era llamada ganjika en sánscrito (ganja, en idiomas modernos de la India). El soma de drogas antiguas mencionado en los Vedas se asocia a veces con el cannabis.
El pueblo asirio también tenía conocimiento del cannabis y de sus propiedades psicoactivas. Bajo el nombre de qunubu (nombre que probablemente dio origen al posterior cannabis) lo utilizaban dentro de las ceremonias religiosas. El cannabis fue introducido al pueblo ario por los escitios y los tracios/dacios, cuyos chamanes (llamados kapnobatai, ‘los que caminan sobre el humo/las nubes’) quemaban flores de la planta para inducir estados de trance. En el noroeste de la Región Autónoma de Uigur en Xinjiang, en China, se encontró en 2003 una canasta de cuero llena de fragmentos de hoja y semillas de cannabis al lado de un chamán momificado, de unos 2500 a 2800 años de antigüedad.

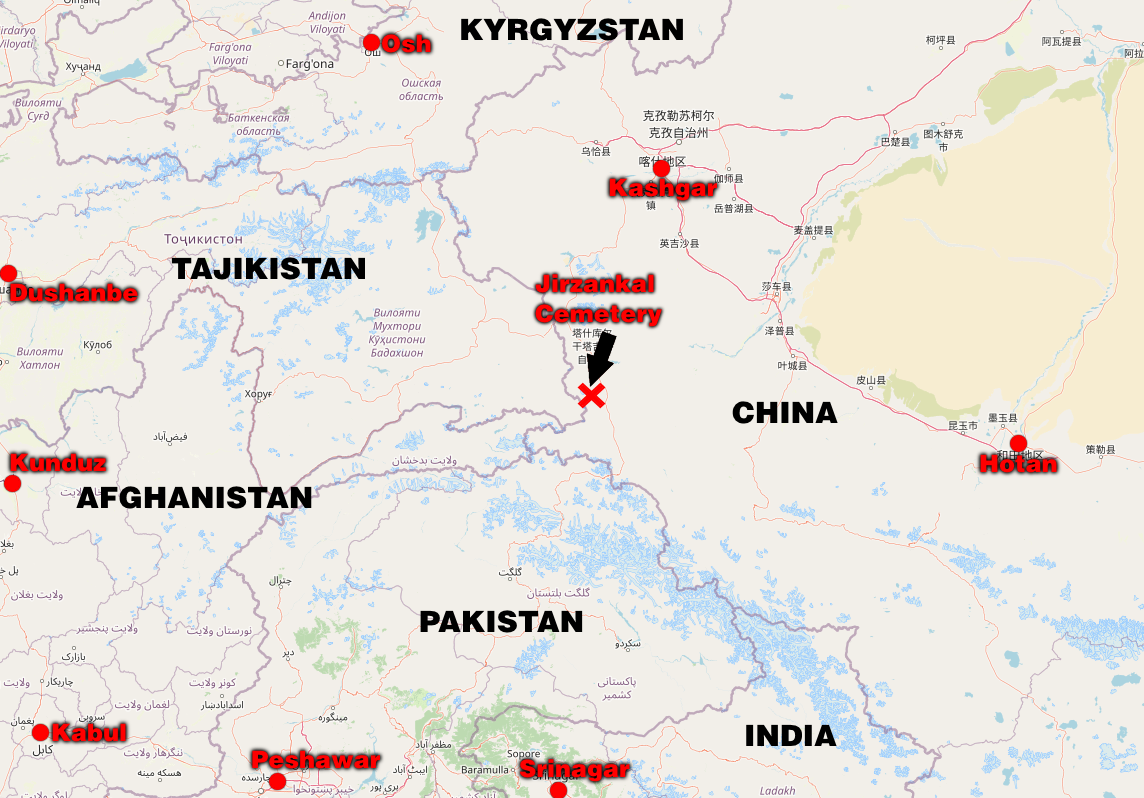
Mapa actual del cementerio de Jirzankal (China), donde se encuentran las primeras pruebas de consumo de cannabis.

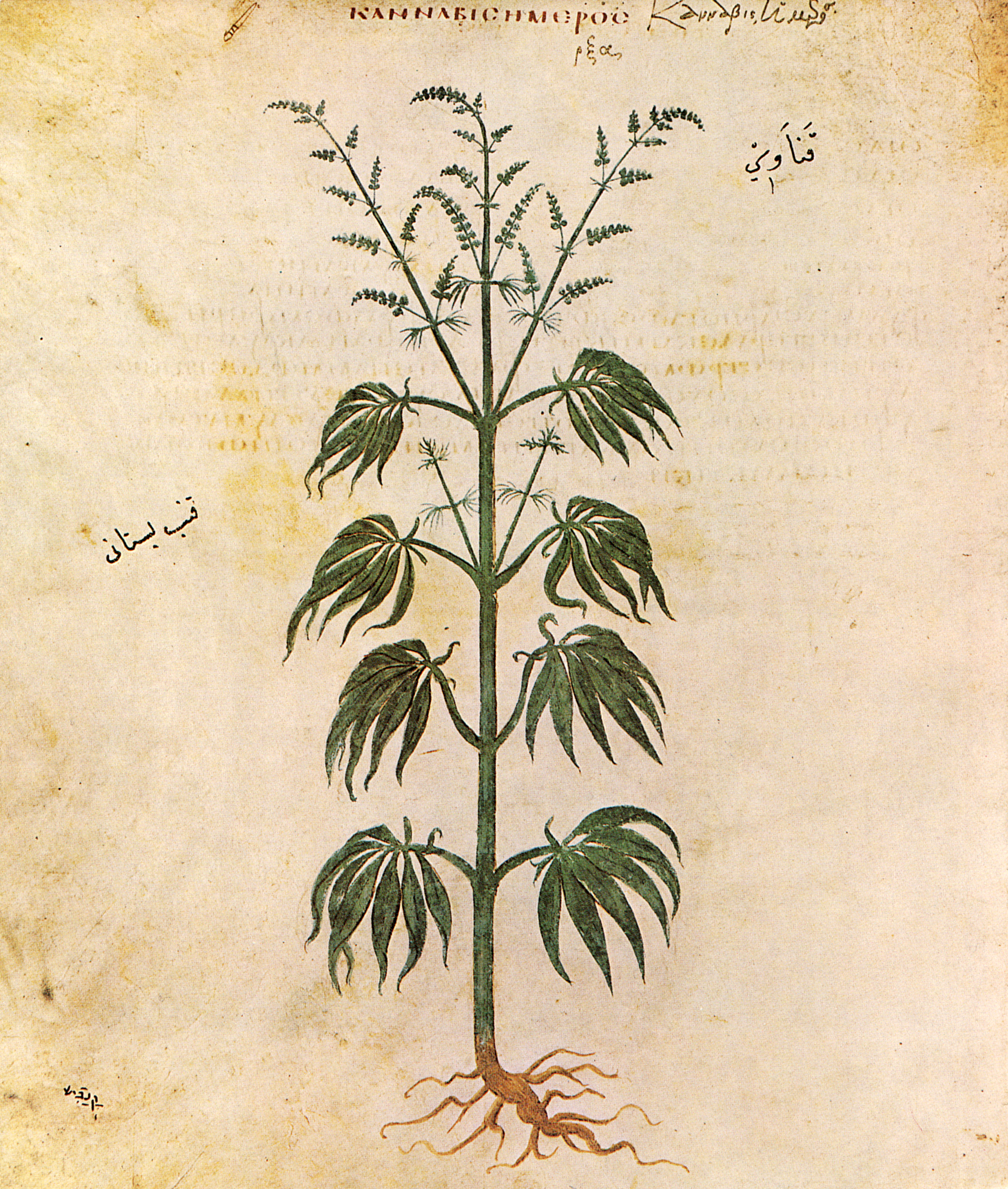
Cannabis sativa de Vienna Dioscurides,

Los cannabis tienen un antiguo historial en rituales religiosos en todo el mundo. Arqueólogos en Pazyryk descubrieron semillas de cáñamo que sugieren antiguas prácticas ceremoniales tales como la ingesta de estas por los pueblos escitas durante el siglo V y II a. C., lo que confirma anteriores informes históricos de Heródoto. Un escritor ha afirmado que los antiguos judíos y cristianos utilizaban el cannabis como sacramento religioso, debido a la similitud entre la palabra hebrea qannabbos («cannabis») y la expresión en hebreo Bosem qené (‘caña aromática’), que era utilizada por los musulmanes en varias órdenes sufíes desde el periodo mameluco como, por ejemplo, los qalandars.
El cannabis fue introducido al Nuevo Mundo por los españoles en 1530-1545, primero en América del norte y posteriormente en América del sur. Un estudio publicado en la South African Journal of Science reveló que «pipas desenterradas de la casa de Shakespeare en Stratford-upon-Avon contenían restos de cannabis». El análisis químico se llevó a cabo después de que investigadores plantearan la hipótesis de que la «conocida hierba» (noted weed) mencionada en su Soneto n.º 76, y el «viaje en mi cabeza» (journey in my head) del Soneto n.º 27 podrían hacer referencia al cannabis y a su uso.
El consumo de cannabis comenzó a penalizarse en varios países al inicio del siglo XX. En 1911, se prohibió en Sudáfrica, en 1913, en Jamaica (por aquel entonces aún colonia inglesa), y, en la década de 1920, en el Reino Unido y en Nueva Zelanda. Canadá hizo ilegal el uso de la marihuana en su Ley del Opio y Drogas de 1923, antes de que se hubiese reportado consumo alguno de la planta en dicho país. En 1925, en una conferencia en La Haya sobre la Convención Internacional del Opio, se llegó al compromiso de prohibir la exportación del «cáñamo de la India» a países que tuvieran prohibido su uso, y a exigir a los países importadores que emitiesen certificados que aprobasen el ingreso de dichas hierbas, con indicación de que se requerían «exclusivamente para fines médicos o científicos». También se exigió a los participantes que ejerciesen «un control efectivo de tal forma que impidan el tráfico internacional ilícito de cáñamo hindú, especialmente en resina».

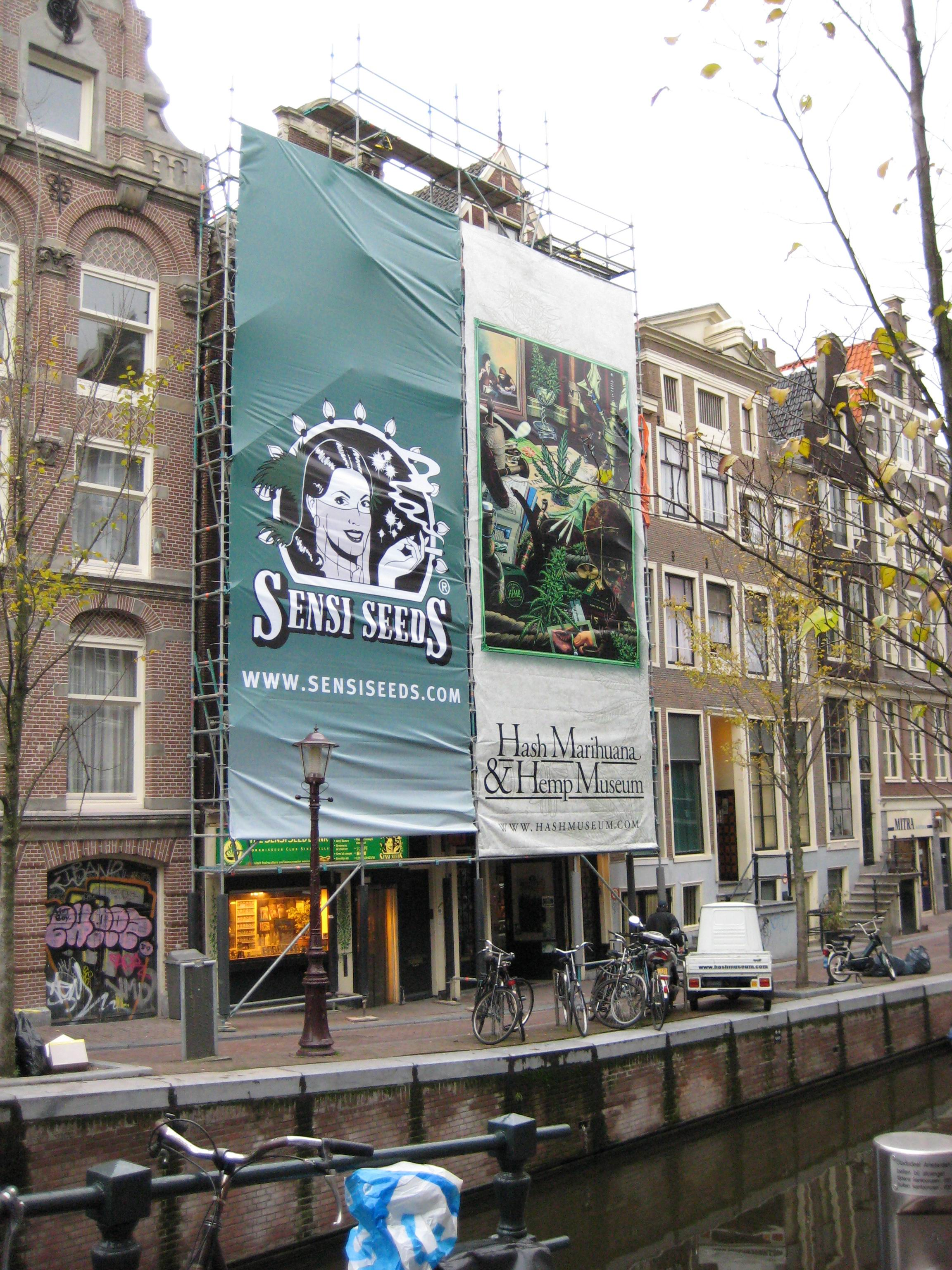
Museo de la marihuana en Ámsterdam

En los Estados Unidos las primeras restricciones a la venta de cannabis se realizaron en 1906, en el Distrito de Columbia. En 1937, se aprobó la Ley de Acto Fiscal de la Marihuana, por la que se prohibía la producción de cáñamo además de la marihuana. Las razones por las que también se incluyó el cáñamo se cuestionaron; la oficina federal de Agentes de Narcóticos informó que los campos de cultivo de cáñamo también se utilizaban como fuente para los distribuidores de marihuana. Sin embargo, otros autores han afirmado que se incluyó con el fin de destruir la incipiente industria del cáñamo, en gran medida con el esfuerzo de los empresarios Andrew Mellon, William Randolph Hearst y la familia DuPont. Con la invención de la descortezadora, el cáñamo se había convertido en un sustituto muy barato para la pasta de papel que se utiliza en la industria periodística. Hearst consideraba que el cáñamo era una amenaza para sus explotaciones de madera. Mellon, secretario del Tesoro de los Estados Unidos y en ese entonces el hombre más rico de ese país, había invertido grandes cantidades de dinero en la nueva fibra sintética y el nailon de la familia DuPont, que también estaba siendo superado en competencia por el cáñamo.

## Preparaciones

### Flores y hojas enteras

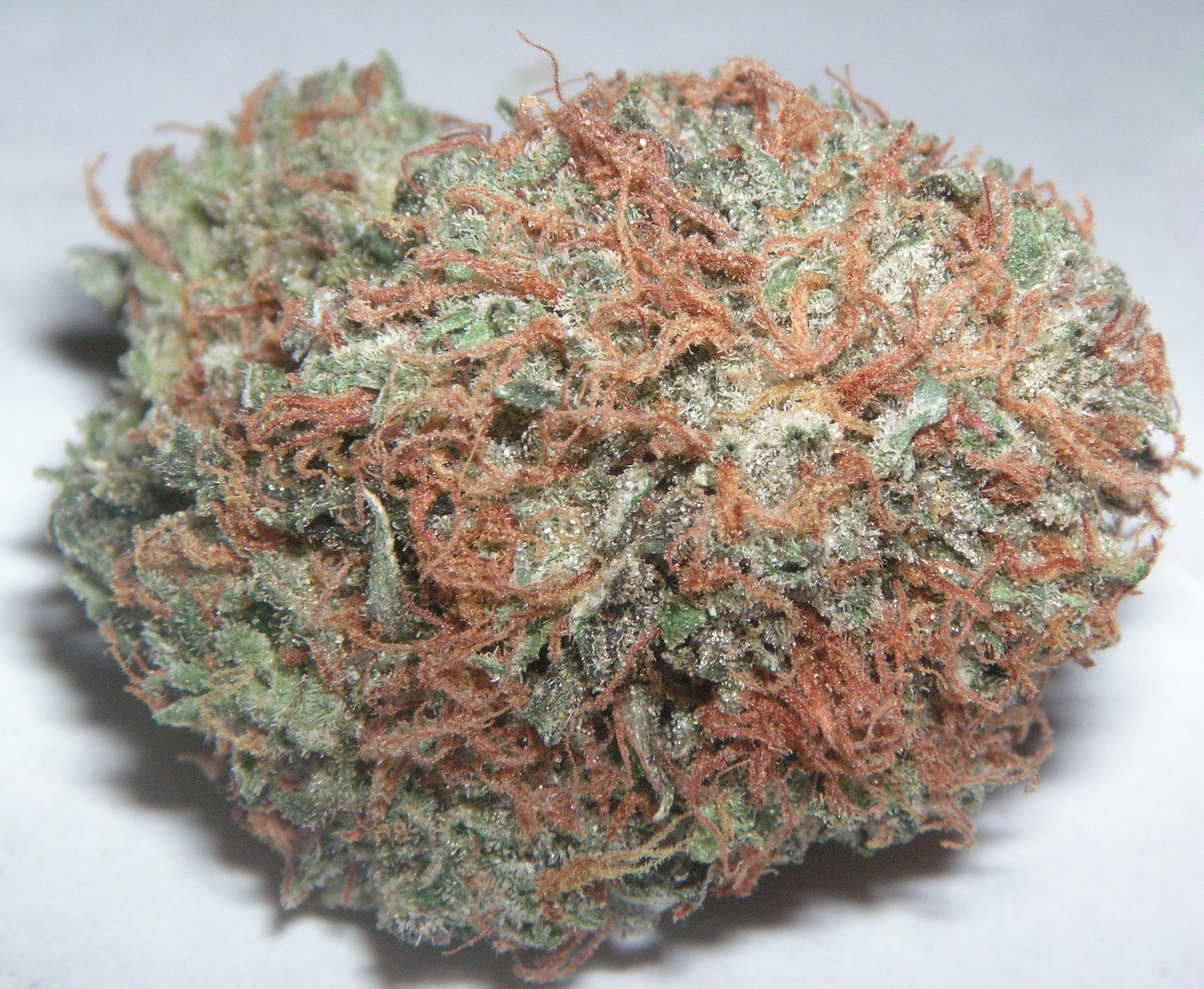
Flor seca de Cannabis

Los términos cannabis y marihuana generalmente hacen referencia a las flores secas, las hojas subyacentes y los tallos de ejemplares hembra de la planta cannabis. Esta es la forma en que más se consume; el contenido es de entre un 3 y un 22 % de tetrahidrocannabinol (THC). Por otro lado, las cepas de cannabis que se usan para producir cáñamo industrial contienen menos del 1 % de THC, y por tanto no se consideran aptas para uso recreativo.
Las partes con flores y fruto, de esta forma como las hojas cerca de las flores tienen dentro las proporciones más indispensables del psicoactivo TCH, tienen dentro más sustancia. Las hojas masculinas del cannabis muestran un contenido inferior de TCH a las plantas femeninas. Por esto, tienen menor demanda. Además, los tallos tanto centrales como laterales tienen la posibilidad de utilizarse para producir aceite. 
La marihuana es trasladada comúnmente de manera ilícita como hojas y flores secas de la planta del cáñamo y además puede estar comprimida en tableta.  

### Quife
El quife es un polvo rico en tricomas, que puede tamizarse a partir de las hojas y flores de plantas de cannabis. Se consume ya sea como polvo o de forma comprimida para preparar pasteles de hachís.

### Hachís "resina de cannabis"

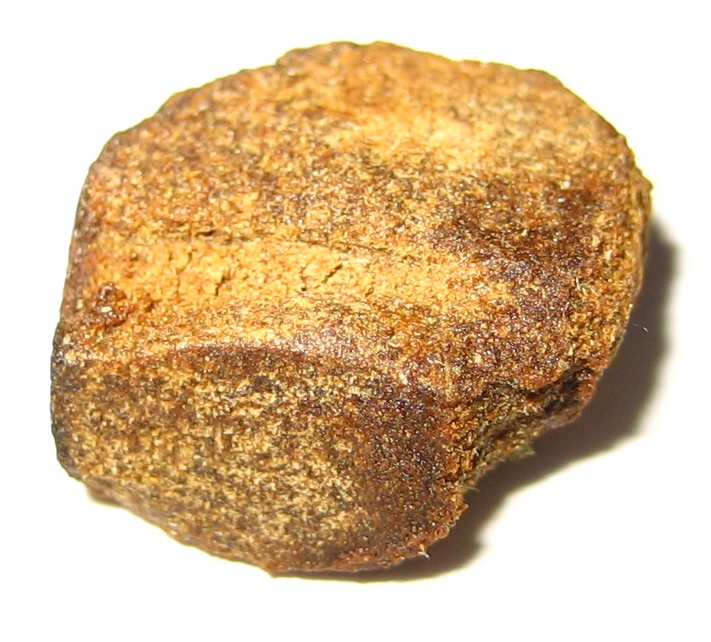
Hachís

El hachís es la resina concentrada que se produce a partir de las flores de la planta de cannabis hembra. A menudo resulta ser más potente que la marihuana. Varía en su color, de negro a dorado, según su pureza. Tiene una alta proporción de cannabinoides, entre 40 y 90 %. Rosin hash se refiere a un producto de gran pureza y calidad que se obtiene sin necesidad de utilizar solventes, aplicando calor y presión sobre las flores de cannabis.
Esta secreción se produce en los tricolomas Glandulares y al recogerse se obtiene más THC.
La zona meridional y oriental del Mediterráneo, así como Asia meridional suroccidental son las ubicaciones en su mayoría productoras de hachís. Además, se puede conseguir por medio de “polinizadores” esto radica en un aparato como una secadora, donde se llena de hojas con flores, secas y congeladas del cannabis. Se crea la viscosidad gracias a la baja temperatura y al cabo de la rotación y del desarrollo se pueden agarrar las hojas con apariencia de un polvo fino. Como resultado se obtiene hasta ocho veces más la cantidad inicial de THC. 

### Cannabis líquida "aceite de hachís"
Puede ser obtenido por medio de la hierba del cannabis o de la resina de cannabis y tiene el propósito de obtener los psicoactivos como el THC. El desarrollo se hace en un envase y con un disolvente como etanol, metanol o acetona y por medio de un desarrollo de agitación. Se puede agitar las veces que sea primordial hasta que se haya extraído completamente la sustancia de la hierba o de la resina de cannabis. En la agitación final, el disolvente se evapora para conseguir el aceite esperado. Este aceite, así sea de hierba o de resina es de un color marrón oscuro o verde oscuro, es espeso y parecido a una pasta. 
Este aceite tiene la virtud de poder evadir su descubrimiento por su olor o por su forma.  

### Otros concentrados (Wax, live resin, rosin)
Haciendo uso de prensas y calor o con disolventes volátiles, como etanol, butano,propano o hexano, se pueden utilizar para preparar extractos y destilados, pero puede y posiblemente conducirá a riesgos de incendio y explosión en entornos no controlados. La extracción de dióxido de carbono (CO2) supercrítico alivia las preocupaciones de incendio y explosión y da como resultado un producto de alta calidad y concentraciones de THC muy altas. Entre los concentrados más famosos destacan el wax, live resin y rosin. 

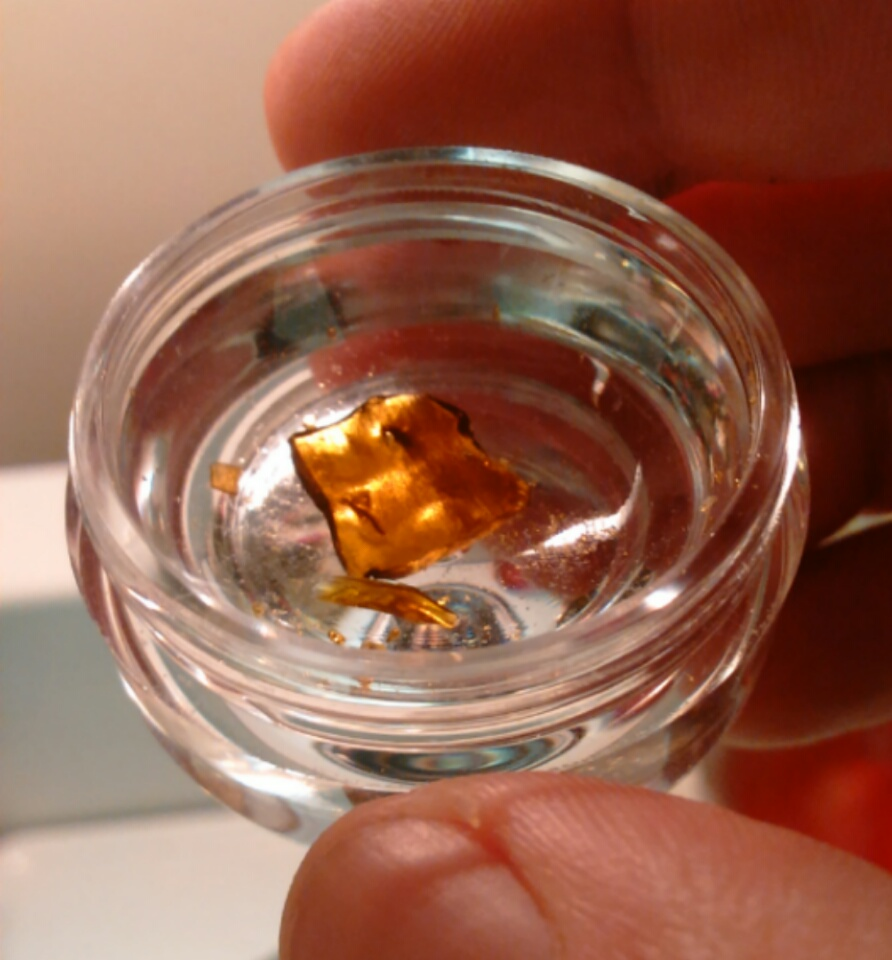
Concentrado conocido como “Shatter” con un porcentaje de THC del 74%.

Concentrados producidos legalmente para la venta al por menor en los estados legalizados de EE. UU. a menudo se envasan en pequeños envases del tamaño de un bálsamo labial, para consumirse en joints, bong o vaporizadores. También están disponibles presentaciones en cartuchos para usarse con baterías de ion de litio recargables o dispositivos como plumas desechables.

### Aceite de cannabis esencial
Este aceite es producido por medio de la destilación al vapor de las plantas de cannabis, mientras que estén recién cortadas. Este aceite muestra entre un color claro y sutilmente amarillo. Además, no tiene dentro THC, pero sí produce el olor característico del cannabis.  

### Semillas y aceite de semillas de cannabis
Las semillas del cannabis son una fuente considerable de Omega 6 y 3 (El ácido inoleico “omega-6” (18:2n-6, LA) está presente aproximadamente un 55% y el omega-3 alfa linolénico (18:3n-3, ALA) se encuentra al 20%) y su aceite es color amarillo claro. La semilla tiene dentro una cantidad enorme de aceite, precisamente entre el 29 y el 34%. Entonces, transforma al aceite de la semilla de cannabis como un enorme nutriente de alta definición. Su defecto es tomar un sabor rancio de forma ligera por no guardarse en un espacio fresco y además muy obscuro.  

### Aceite
El aceite puede ser sacado de las semillas del Cáñamo con un contenido alrededor del 30 % de este, pueden realizarse extracciones al aceite o con alcohol etílico o etanol de forma ideal, siendo muy buenos los procesos en frío; También se realizan extracciónes utilizando diferentes solventes como butano, alcohol isopropílico o hexano.

### Residuos resinosos

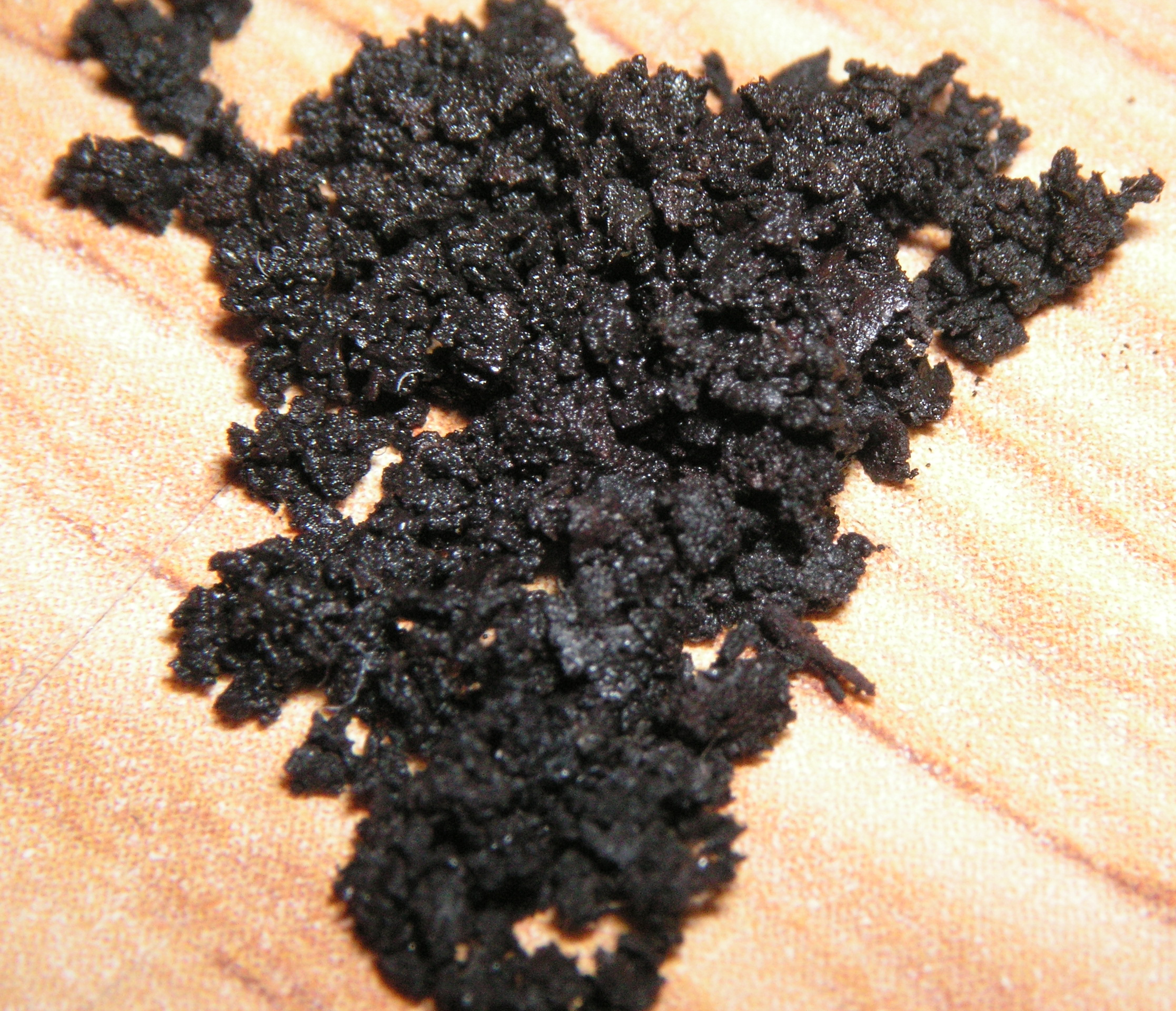
Residuos recolectados de una pipa

Debido a las propiedades adhesivas del THC y otras sustancias liposolubles, un residuo pegajoso se acumula en el interior de los utensilios que se utilizan para fumar cannabis. Este contiene alquitrán, además de otros resultados de la combustión vegetal, porciones mínimas de THC y otros cannabinoides. Es de difícil consumo, debido a la irritación que provoca en la garganta y en los pulmones. Los residuos pueden contener CBN, que es el producto degradado del THC.
Desde el punto de vista de la reducción de daños, se aconseja no consumir los residuos de combustión de sustancia alguna, por la acumulación de carcinógenos y mutágenos.

### Cannabis adulterado
En los Países Bajos suele utilizarse ocasionalmente tiza y en el Reino Unido partículas de vidrio para hacer que la marihuana parezca ser de mayor calidad. En Alemania, el aumento de peso de productos de hachís con plomo provocó la intoxicación de al menos 29 personas. En los Países Bajos se han encontrado dos diferentes análogos químicos del sildenafil (viagra) al interior de marihuana adulterada.
En el Reino Unido, la variante del hachís conocida como soap-bar («barra de jabón») es «quizás el tipo más común de cannabis», de acuerdo con el sitio web Talk to Frank y la UKCIA. Este puede contener trementina, tranquilizantes, quitaesmalte de uñas y excremento animal, entre otras cosas. Un pequeño estudio de cinco muestras de soap-bars incautadas por el Servicio de Aduanas del Reino Unido en el 2001 encontró una enorme adulteración en el Cannabis con muchas sustancias, entre ellas: tierra, pegamento y heces de animales.
La marihuana transgénica, también se conoce como Creepy tiene origen en Estados Unidos y algunos otros países como Países Bajos. Radica en la modificación genética de las semillas con el objetivo de conseguir plantas más resistentes a cambios climáticos y a elaborados químicos dando como resultado un incremento de THC de hasta 5 veces más que una planta de marihuana habitual. Por lo tanto, permanece muchísimo más tiempo en el organismo del cliente.

## Concentración de ingredientes psicoactivos
De acuerdo con la Oficina de Naciones Unidas contra la Droga y el Delito (ONUDD), «la cantidad de THC presente en una muestra de cannabis se utiliza generalmente como unidad de medida de la potencia del cannabis». Según la ONUDD, la marihuana generalmente contiene 5 % de THC, la resina «puede contener un 20 % de THC» y el aceite de hachís «puede contener más de 60 % de THC».
La institución australiana National Cannabis Prevention and Information Centre afirma que los brotes (las flores) de la planta de cannabis hembra contienen la mayor concentración de THC, seguido por las hojas. Los tallos y las semillas tienen «niveles de THC mucho más bajos». La ONU afirma que las hojas pueden contener diez veces menos THC que los brotes, y los tallos, unas cien veces menos cantidad de THC.
Algunos analistas advierten que mientras mayor es la potencia del cannabis, mayor es el riesgo para la salud, pero otros han señalado que los usuarios aprenden fácilmente a compensar disminuyendo sus dosis, previniendo los peligros de fumar como golpes de calor o el monóxido de carbono.

## Consumo

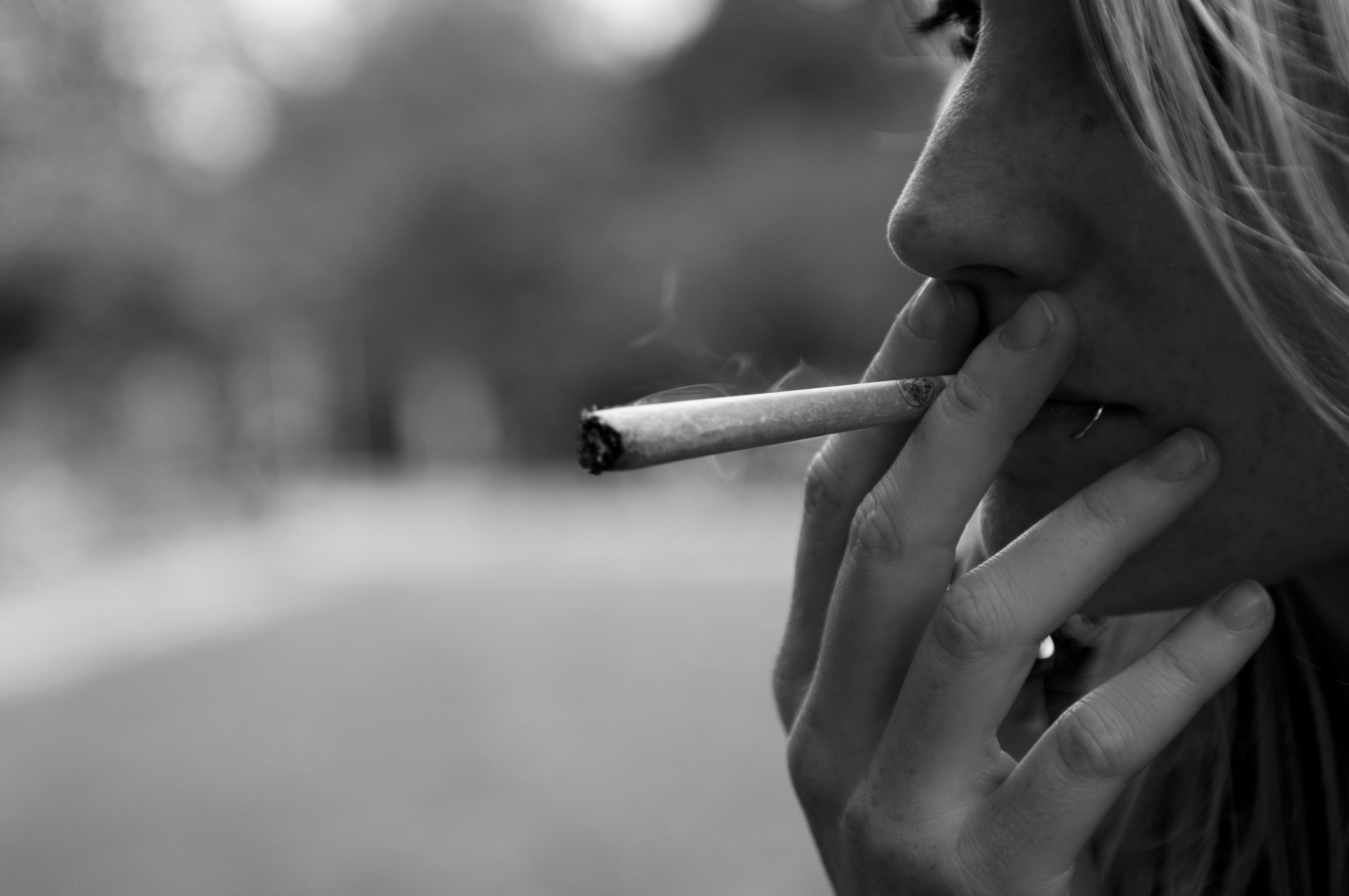
Una mujer fumando un cigarro de cannabis.

### Formas de administración

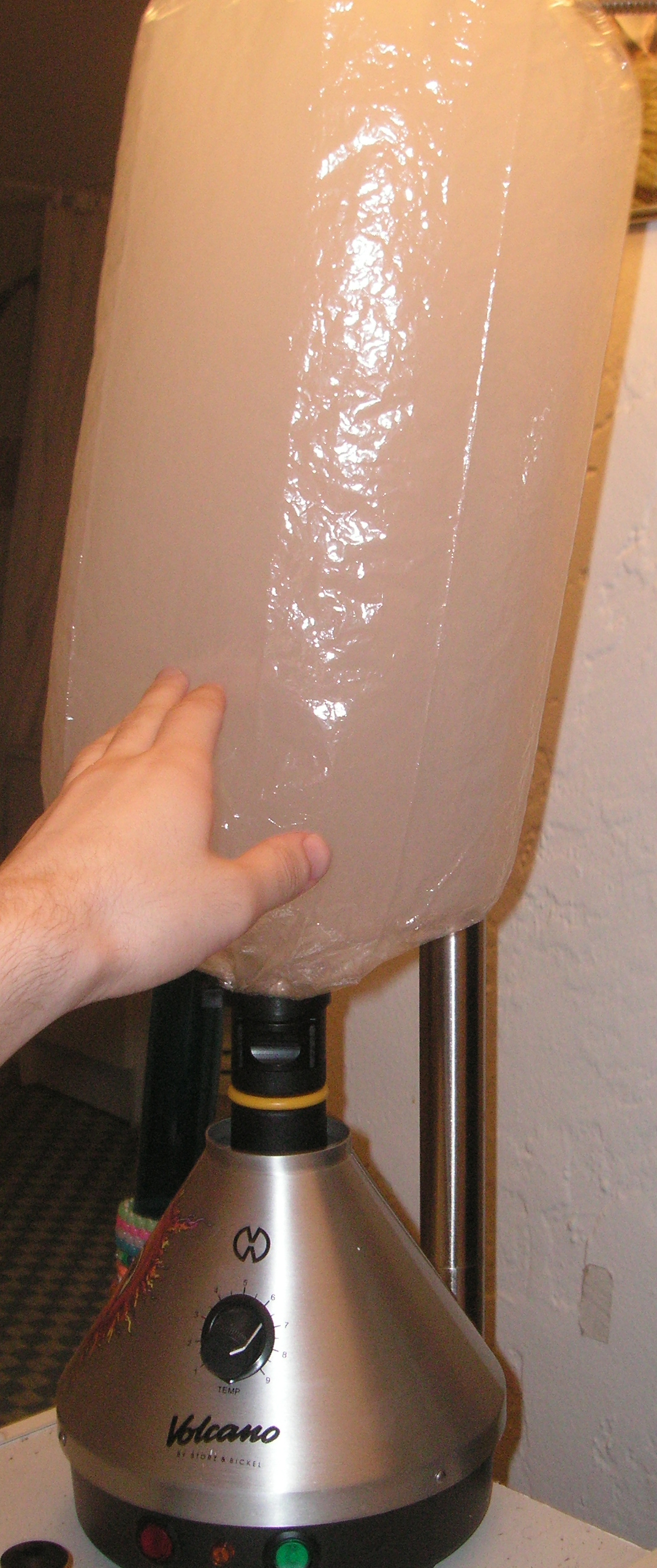
Un vaporizador

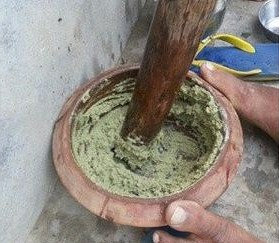
Preparando cannabis para consumo como bhang

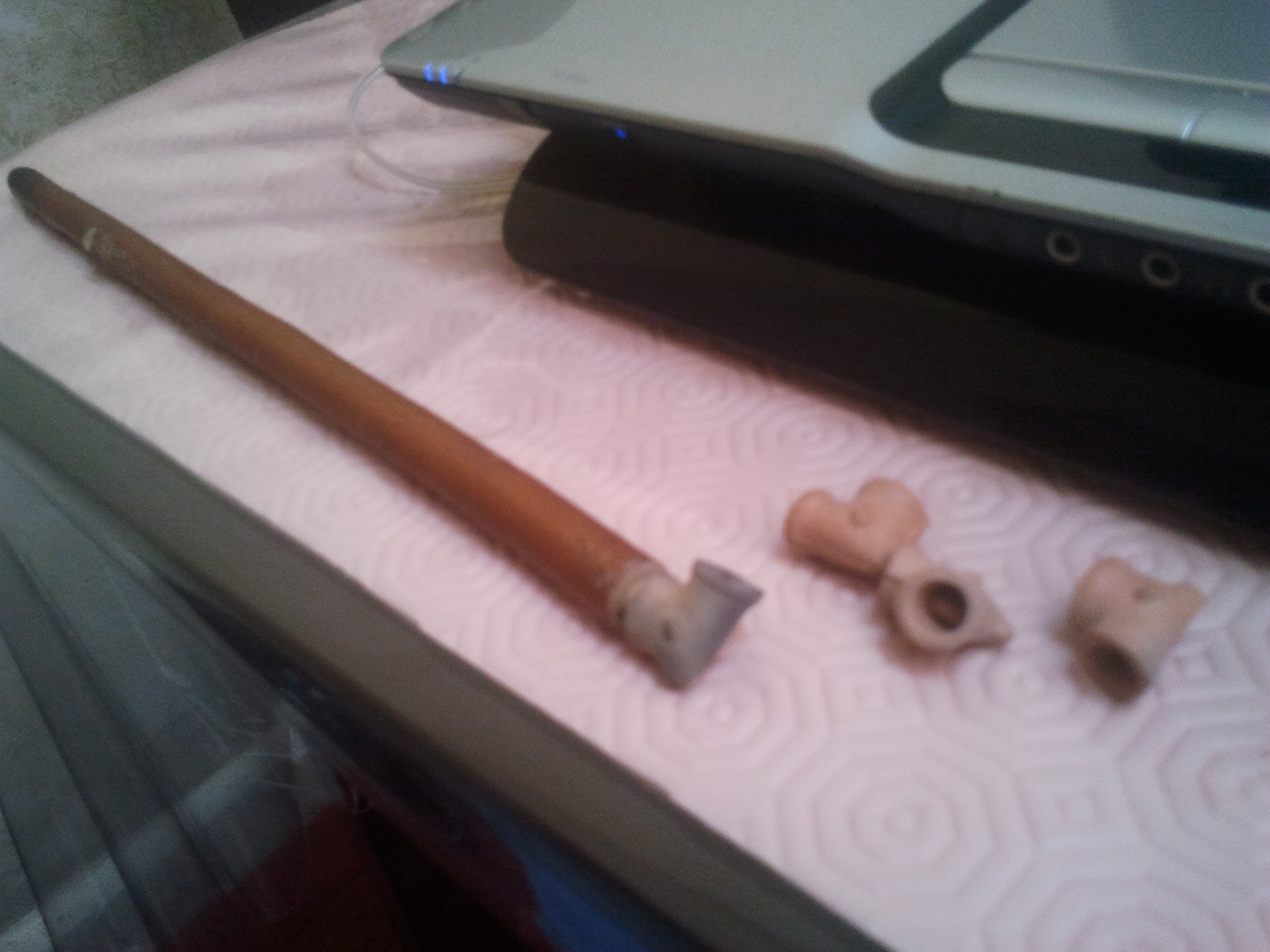
Sebsi (Marruecos)

El cannabis suele consumirse por vía respiratoria (fumando o inhalando el vaporizado) o por vía oral, como comidas y bebidas.
La marihuana se presenta en diferentes formas. La más conocida es el fumar las flores secas y enteras (los cogollos de las plantas femeninas). Existe también aceite de cannabis, en inglés honey oil (‘aceite de miel’), que es un concentrado cuya extracción generalmente implica el uso de disolventes como el alcohol y filtrados con carbón activo, lo cual potencia los efectos, al estar más concentrado el tetrahidrocannabinol (THC), que es la principal sustancia psicoactiva de la marihuana.
El cannabis se consume de muchas maneras diferentes, la mayoría de las cuales implican la inhalación de humo de tubos pequeños, bongs (versión portátil de la cachimba con cámara de agua), envueltos en papel o el tabaco envuelto en hoja de embota. El cannabis también se ha utilizado como ingrediente activo en tabletas, extractos, tinturas y medicinas, compuestos que se formularon de manera profesional, fabricados y vendidos a los médicos y hospitales (véase uso médico o terapéutico).

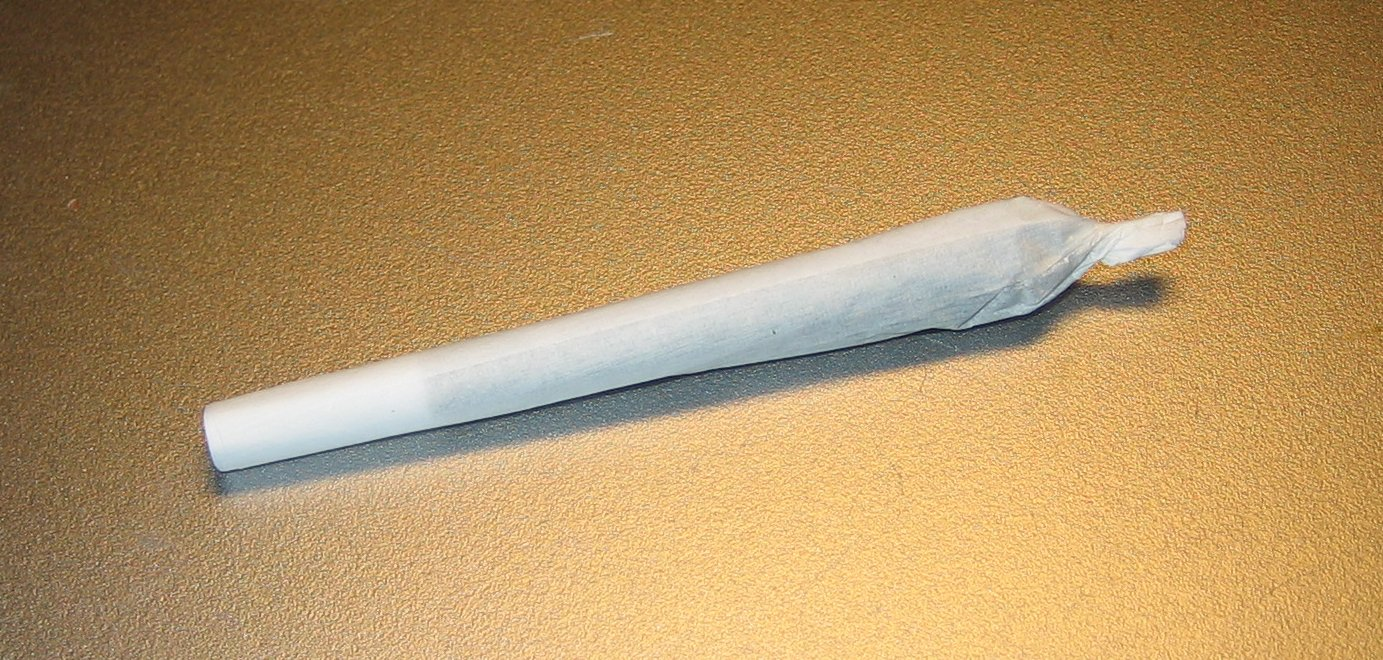
Cigarrillo de 500 mg

Un vaporizador calienta la hierba de cannabis entre 185-210 °C (365-410 °F), causando que los ingredientes activos se evaporen en un gas sin quemar el material vegetal (el punto de ebullición del THC es 199,1 grados Celsius (390,4 °F) a presión atmosférica); una proporción menor que la de los productos químicos tóxicos que se liberan por el tabaquismo, según el diseño del vaporizador y la temperatura a la que se establece. Este método de consumo de cannabis produce efectos significativamente diferentes que siendo fumado debido a los puntos de inflamación de los cannabinoides diferentes. Por ejemplo, CBN tiene un punto de inflamación de 212,7 grados Celsius (414,9 °F) y normalmente estarían presentes en el humo, pero no está presente en el vapor.
Como otra alternativa al consumo de tabaco, el cannabis puede ser consumido por vía oral. Sin embargo, el cannabis o sus extractos deben estar lo suficientemente calientes para conseguir la descarboxilación de los cannabinoides, ácido tetrahidrocanabinólico (THCA).
Los canabinoides pueden ser lixiviados de la materia de plantas de cannabis con alcohol etílico (a menudo alcohol de grano) para crear una tintura de cannabis, a menudo denominada Dragón Verde. El cannabis también se puede consumir como té. El THC es lipófilo y poco soluble en agua (con una solubilidad de 2,8 mg/L —miligramos por litro—). Para el té se hace en primer lugar la adición de un contenido de grasas saturadas de agua caliente (es decir, crema o cualquier otra leche, excepto descremada) con una pequeña cantidad de cannabis, tés verde o negro en hojas y la miel o el azúcar, empapado durante unos 5 minutos.

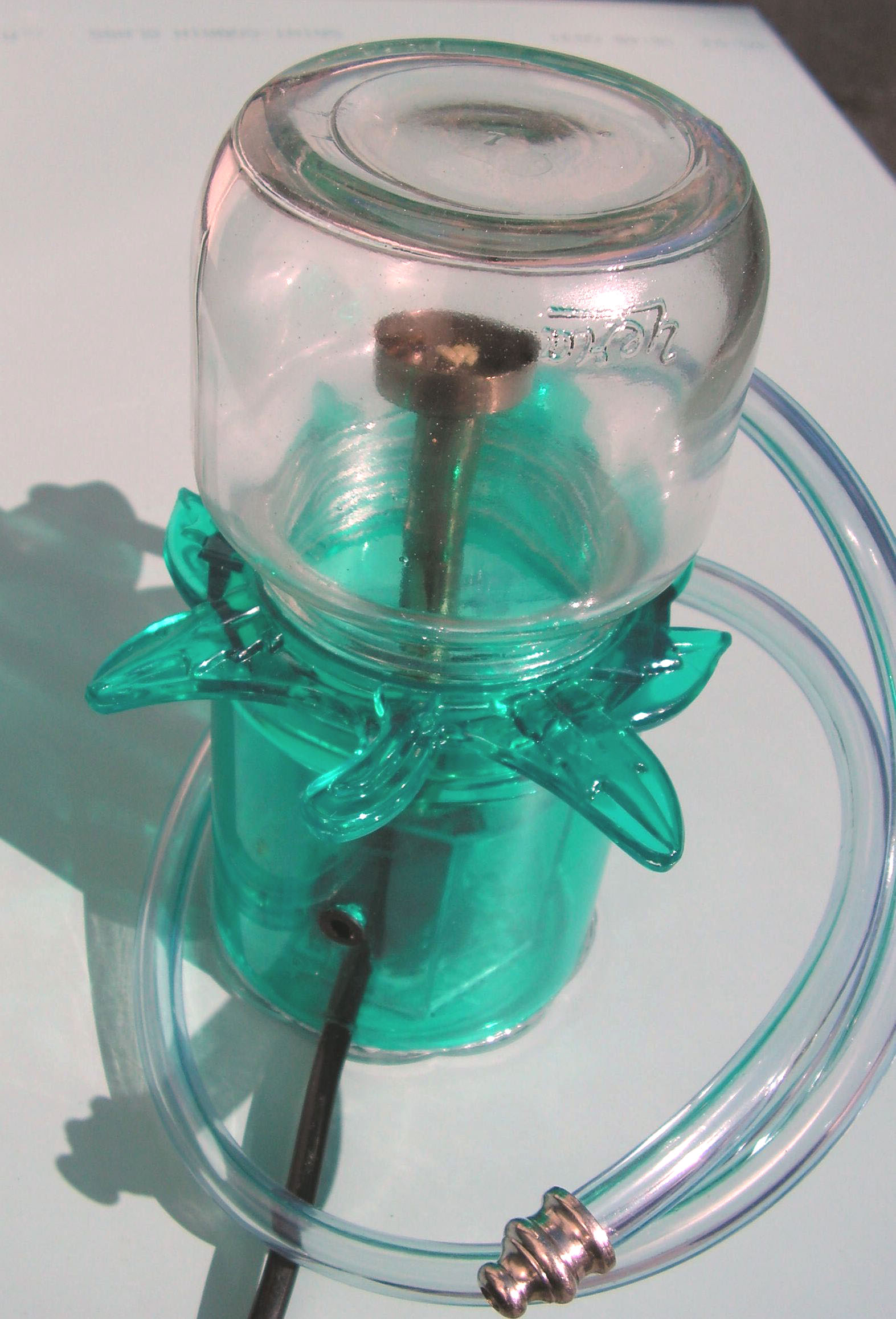
Vaporizador con tubo flexible

Una variedad procesada de la marihuana es la resina, que se llama hachís (que en árabe significa ‘hierba seca’), que se obtiene mediante la extracción de los tricomas, normalmente secada y cortada en bloques de color marrón bastante oscuro y levemente verdoso y del que también existe una variedad líquida o hash oil (‘aceite de hachís’). Otra forma es la «marihuana prensada», bloques de cogollos prensados y aglutinados mediante aditivos tales como pegamento industrial o gasolina, por lo que resultan sumamente tóxicos.

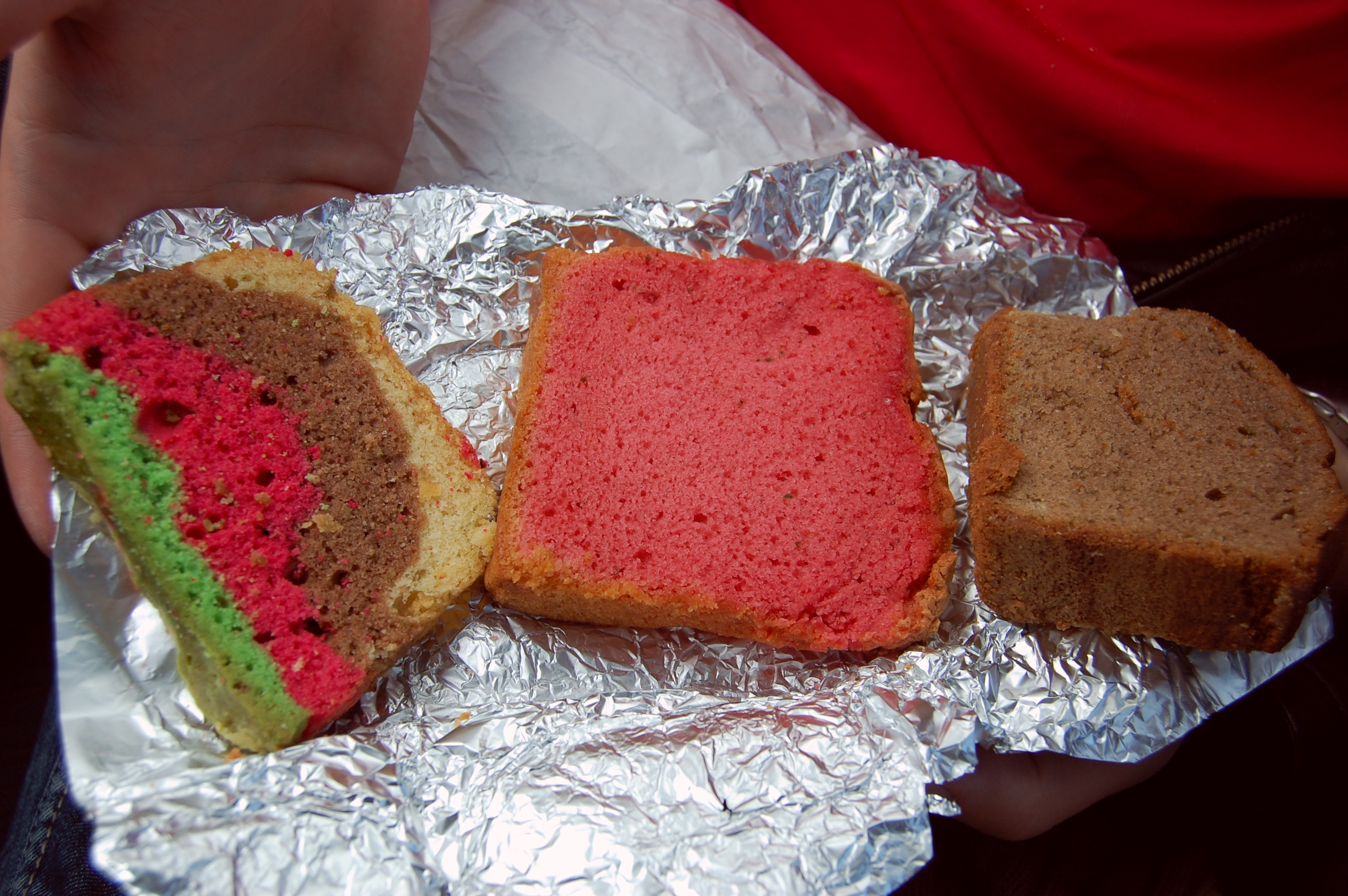
Pasteles de cannabis

La forma más habitual de consumo es en forma de cigarrillo liado (armado) a mano: en estos casos se usan directamente los cogollos, secos y desmenuzados, el hachís rubio o negro, o bien las hojas. Otros métodos incluyen el uso de pipas muy pequeñas, también conocidos como one-hitters, y de narguiles o cachimbas (pipas de agua) para fumar el cannabis o también el uso de bongs. Actualmente, es común el consumo por vaporización, el cual consiste en vaporizar los cogollos secos y curados, a una temperatura tal que solo extrae los cannabinoides y no aquellos productos nocivos que se generan con la combustión.
El cannabis se usa también en la cocina, para la preparación de recetas como space cake (‘tarta espacial’) o hash brownies (‘bollos con hachís’). La ingestión por vía oral debe ser siempre bien medida, ya que de esta forma se ingresa más porcentaje de THC que fumado o vaporizado. También puede ser tomado disolviéndolo en copas de café, creando así un bhang (del hindi).

### Mecanismo de acción
El metabolismo inicial de los cannabinoides en el humo del cannabis se produce en los pulmones, mientras que por vía oral son metabolizados en el tracto gastrointestinal y una gran parte en el hígado. Hay más de 30 metabolitos de THC mientras que para el cannabinol y el cannabidiol más de 20 por cada uno. Muchos de estos metabolitos también son psicoactivos. Uno de los principales metabolitos psicoactivos es el 9-carboxi-THC, que cruza la barrera hematoencefálica con más facilidad que los otros THC, y por lo tanto puede ser el más activo de todos.
A causa de su alta solubilidad en lípidos, el THC se acumula en el tejido adiposo y persiste en el cuerpo durante un largo periodo de tiempo. Incluso después de una sola administración de THC, se encuentran niveles detectables en el cuerpo durante semanas o más (dependiendo de la cantidad administrada y la sensibilidad del método de evaluación). Varios investigadores han sugerido que este es un factor importante en los efectos de la marihuana, tal vez porque los cannabinoides pueden acumularse en el cuerpo, especialmente en las membranas lipídicas de las neuronas.
Hasta hace un tiempo, se sabía poco sobre los mecanismos específicos de acción del THC en el nivel neuronal. Esto es en parte debido a la alta solubilidad en lípidos de THC (que conduce a la absorción de prácticamente todos los tejidos a altas concentraciones). Sin embargo, los investigadores han confirmado que el THC ejerce sus efectos más importantes a través de sus acciones en dos tipos de receptores cannabinoides, CB1 y CB2, los cuales están acoplados a proteína G. El receptor CB1 se encuentra principalmente en el cerebro así como en algunos tejidos periféricos, y el receptor CB2 se encuentra exclusivamente en los tejidos periféricos.
El THC parece alterar el estado de ánimo y la cognición a través de sus acciones agonistas de los receptores CB1, que inhiben al sistema de segundo mensajero de la adenilato ciclasa en una forma dependiente de la dosis. Estas acciones pueden ser bloqueadas por el antagonista selectivo de los receptores CB1 SR141716A (rimonabant), que curiosamente se ha mostrado en ensayos clínicos que puede ser un tratamiento efectivo para dejar de fumar, perder peso, y como medio de controlar o reducir los factores de riesgo del síndrome metabólico.
Estudios Farmacológicos, anatómicos y fisiológicos recientes indican que los endocannabinoides (cannabinoides endógenos, o neurotransmisores producidos por el cuerpo que activan los receptores cannabinoides) actúan como neurotransmisores retrógrados. Es decir, tras la liberación de los neurotransmisores comunes desde una terminal presináptica y la activación de los receptores en la neurona postsináptica, la neurona postsináptica libera endocannabinoides desde sus membranas. Estos endocanabinoides luego viajan "hacia atrás" a través de la hendidura sináptica donde, 1 o 2 segundos más tarde, activan los receptores CB1 en la terminal presináptica, lo que baja los niveles de Ca2+ intracelulares de los terminales presinápticos y en consecuencia se inhibe la liberación de vesículas con neurotransmisores desde la terminal presináptica durante varios segundos. Los endocannabinoides a continuación, son recaptados por las neuronas presinápticas y células gliales, y una vez dentro de estas células son degradados por enzimas intracelulares. Numerosos neurotransmisores se ven afectados por este proceso, incluyendo el neurotransmisor inhibitorio GABA y el neurotransmisor glutamato excitador. Así, los  endocannabinoides inducen una mezcla de efectos excitatorios e inhibitorios en las neuronas (es decir, que inhiben la liberación tanto de neurotransmisores excitatorios como inhibidores de forma simultánea). El THC parece funcionar de la misma manera, excepto porque el THC ejerce más acciones y suprime la liberación de neurotransmisores, es decir, con THC no hay activación de los receptores postsinápticos. En otras palabras, en lugar del proceso normal en el que las neuronas postsinápticas reciben y transmiten los impulsos nerviosos recibidos por las neuronas presinápticas, el THC actúa sobre las neuronas presinápticas de manera que estas no liberan sus neurotransmisores en las sinapsis, sean sinapsis excitadoras o inhibidoras. El hecho de que el THC ejerce su acción tanto sobre las sinapsis excitadoras como inhibidoras (mediante la inhibición de la liberación tanto del neurotransmisor inhibitorio GABA como del neurotransmisor excitador glutamato) está relacionado con su capacidad para inducir una variedad de efectos fisiológicos depresores y de excitación, como por ejemplo la sedación y la euforia de manera simultánea.

### Detección del consumo
Si bien los efectos de la marihuana duran unas horas, es posible detectar las sustancias activas en los análisis de orina varios días después del consumo, incluso en consumidores ocasionales. En los consumidores habituales los análisis pueden resultar positivos más tiempo aún debido a que el tetrahidrocannabinol se elimina lentamente de la grasa corporal. El tiempo que tarda es variable, dependiendo del porcentaje de THC y de la frecuencia del consumo. Cuanto mayor tiempo de consumo, más tiempo es detectable.
Los análisis de orina son un medio eficaz de identificar el uso de marihuana, pero una prueba de orina con resultado positivo solamente indica que la persona ha consumido marihuana, no prueba que el consumidor tenga las facultades alteradas en ese momento. Es decir, no prueba que el consumidor haya consumido la sustancia recientemente. Análisis sofisticados pueden determinar si se ha consumido marihuana hasta tres meses después. Los cannabinoides son liposolubles (se almacenan en la grasa corporal), por lo que es posible que después de un periodo prolongado de abstinencia, tras realizar algún ejercicio físico intenso o después un periodo de estrés, se dé positivo sin haber consumido en un largo periodo. Esto se debe a la «liberación» de los cannabinoides del tejido graso.
La eliminación del organismo es mucho más lenta que los componentes solubles en agua (como el alcohol). Estudios realizados por el Dr. Gabriel G. Nahas en ratas mostraron que el THC podía demorar hasta 2 semanas en salir del organismo, si bien los efectos fuertes solo duran un poco más de 2 horas.
Prueba de descubrimiento y afirmación de cannabinoides en orina por medio del procedimiento de “Tira de prueba para el descubrimiento de drogas”: Está tira puede utilizarse para el descubrimiento de anfetamina, barbitúricos, benzodiazepina, buprenorfina, cocaína, marihuana, metadona, metanfetamina, propoxifeno, tramadol, ketamine y fentanilo. En la situación específica de la marihuana se descubre la existencia de delta-9-tetrahidrocannabinol (TCH), los resultados del examen arrojan si existe la existencia de TCH o restos de metabolitos de la marihuana en la orina.

## Efectos

Gráfico aparecido en la revista médica The Lancet que compara el daño físico y la dependencia del cannabis con otras drogas psicoactivas.

### Psicoactivos
Las manifestaciones clínicas producidas por una intoxicación aguda por Cannabis son muy variables entre personas y dependen de la dosis, del contenido de THC, de la proporción THC/CBD, de la forma de administración, así como la personalidad, las expectativas y experiencias previa del sujeto y también del contexto en que se consume.
Algunas personas que consumieron Cannabis afirman que puede inducir a la sociabilidad, así como al recogimiento; de cualquier manera, puede generar la sensación de incremento de la percepción visual y auditiva, dependiendo de la variedad e incluso de la planta en concreto ingresada al organismo.
Algunos autores afirman que las personas que consumen grandes cantidades de marihuana pueden presentar desorientación, despersonalización, paranoia y probables alucinaciones. Algunos estudios sugieren que puede producir enfermedades mentales graves como psicosis tóxicas en las que aparecen síntomas como alucinaciones y delirios graves, mientras que otros indican que puede acelerar la aparición de enfermedades psicóticas.
Quienes padecen esquizofrenia están especialmente predispuestos a estos efectos, existe probada evidencia de que la esquizofrenia puede empeorar con el uso de marihuana. Según algunos estudios, los consumidores de marihuana son más propensos a presentar anhedonia y desorganización cognitiva. Pueden producirse reacciones de pánico. Otros efectos incluyen taquicardia. Sin embargo se han encontrado evidencias sustanciales del uso del CBD (cannabidiol) como antipsicótico, ya que actúa en ciertas dosis como inhibidor natural del receptor CB1.

### Salud mental
Actualmente hay suficiente evidencia científica para confirmar el efecto perjudicial del consumo diario de cannabis en la salud mental, asociado de forma directa a las mayores concentraciones de THC, especialmente de las variedades de alta potencia. El consumo habitual de cannabis produce un palpable deterioro congnitivo, incluyendo disminución del coeficiente intelectual, amnesia y perdia de memoria, sobre todo en menores de 21 años 
Un metaanálisis de 2007 calcula que el consumo de cannabis está estadísticamente asociado con un aumento dosis-dependiente del riesgo de desarrollo de trastornos psicóticos, incluyendo la esquizofrenia. En un estudio de 2019 publicado en la revista The Lancet Psychiatry, por ejemplo, se confirma que el consumo de cannabis afecta la incidencia de trastornos psicóticos, incluyendo la esquizofrenia, al punto que puede afirmarse que el consumo de marihuana en la actualidad (año 2025) triplica el riesgo de contraer dicha enfermedad mental, debido al incremento de su contenido de THC en comparación con el pasado reciente. En varias investigaciones, se comprobado incluso que el consumo diario de cannabis puede causar cambios epigenéticos en el consumidor, que a su vez pueden ser transmisibles a dos generaciones siguientes. Se reconocen, por tanto, los potenciales efectos adversos asociados con el consumo diario de cannabis, especialmente de las variedades de alta potencia en lo que a la salud mental se refiere.

#### A largo plazo
El consumo de cannabis se ha evaluado en diversos estudios que lo correlacionan con el desarrollo de ansiedad, psicosis y depresión, además del desarrollo de trastornos de pánico, independiente de si se continúa consumiendo o no, actuando, por lo tanto, el cannabis como detonante en al menos el 33 % de ataques de pánico sufrido por pacientes, que lo presentaron por primera vez y 48 horas post-consumo.
Con respecto a la aparición de trastornos mentales, tales como depresión y ansiedad, los consumidores diarios tienen 5 veces más posibilidades de desarrollarlos que los no consumidores, mientras que aquellos que son consumidores semanales tienen cerca del doble de posibilidades que los no consumidores. Con respecto a la posibilidad de sufrir esquizofrenia, se triplica al consumir cannabis 
Respecto a la aparición de trastornos psicóticos, los individuos con predisposición tienen entre un 25 y 40 % más de posibilidades de padecer alguno de estos trastornos, mientras que en los individuos sin predisposición alcanza un 4 a 6 % más de incidencia.
Algunos estudios avalan estos resultados afirmando que, probablemente el consumo de cannabis incremente el riesgo de reacciones psicóticas o sea la única causa del desarrollo de trastornos psicóticos en aquellos individuos que se encontraban sanos, previo al inicio del consumo, mientras que otros argumentan que ello es poco probable debido a la existencia de otros factores.
Estudios en consumidores de cannabis crónicos reportaron una reducción del volumen del hipocampo y de la amígdala.
Se considera que los consumidores ocasionales de cannabis tienden a acumular el THC, ya que el mismo suele depositarse en zonas ricas en grasa (como el cerebro, el hígado y las gónadas), esta acumulación suele asociarse a problemas de pérdida de memoria, (ocasionados por las alteraciones del hipocampo), como también a otros problemas de salud como impotencia. Se estima que se necesitan alrededor de 4 semanas para que el THC sea eliminado completamente del organismo, en consumidores ocasionales; sin embargo se cree que los consumidores crónicos de cannabis, requieren mucho más tiempo para recuperar sus funciones cognitivas, y que algunos de los trastornos producidos son crónicos.
Una característica de los efectos del consumo de psicotrópicos, como la marihuana, es el conocido como síndrome amotivacional, estudiado primero por Richard H. Schwartz, caracterizado por abulia, apatía, pasividad, indiferencia o irritabilidad, dificultad en mantener la atención y fatiga. Pero esto no está claro del todo ya que existen fuentes que afirman que esto tiene que ver con la personalidad y la conducta del individuo más que con el consumo en sí mismo.[cita requerida]
Aunque algunos estudios (IRMf) han mostrado fuertes cambios en la función neurológica a largo plazo en los consumidores diarios de cannabis, no se observaron cambios significativos en la conducta de aquellos individuos que realizaron un período de abstinencia de la sustancia.

#### Sistema circulatorio
Aunque el consumo de cannabis se ha asociado en ocasiones con episodios de accidentes cerebrovasculares, se piensa que estos accidentes se deben a su combinación con otras drogas como el alcohol.
Hay una ligera correlación entre el consumo de cannabis y el desarrollo de enfermedades del corazón, e incluso la exacerbación de enfermedades del corazón ya preexistentes.

### Adicción
El consumo a largo plazo de la marihuana puede llevar a la adicción, es decir, a la búsqueda y uso compulsivo de la sustancia a pesar de conocerse sus efectos dañinos sobre el funcionamiento social en el contexto familiar, escolar, laboral y recreativo. Las personas que han consumido marihuana por largo tiempo reportan irritabilidad, dificultad para dormir, disminución en el apetito, ansiedad y deseos por la droga; estos síntomas del síndrome de abstinencia comienzan aproximadamente al día siguiente de empezar la abstinencia, llegan a su punto máximo a los dos o tres días, y se atenúan una o dos semanas después de haber consumido la droga por última vez.
Algunos estudios sugieren que entre los individuos que nunca la han consumido, un 9 % desarrolla dependencia, mientras que entre el 10 y 20 % de los que la consumen diariamente pueden desarrollarla.
La postura antiprohibicionista afirma que si bien el consumo de marihuana desarrolla tolerancia, es decir, que en posteriores tomas inmediatas es necesario aumentar la dosis para conseguir los mismos efectos, los efectos de la abstinencia son muy leves en comparación con otras drogas, lo que permite revertir esa tolerancia y hacer que el consumo de marihuana sea controlable por el sujeto, siendo su potencial adictivo escaso.

### En el embarazo
Algunas investigaciones se han abocado a analizar los efectos del consumo de marihuana en mujeres embarazadas, y el rol que tiene dicha práctica en el crecimiento fetal de sus infantes, observándose que en aquellas madres que presentan un resultado positivo de consumo en el examen de orina, sus hijos/as al nacer presentan una merma significativa en el peso y talla, aunque dichas mermas son menores a las que son ocasionadas por el consumo de cocaína; adicionalmente, se ha encontrado evidencia que sugiere que la exposición intrauterina a la marihuana cambia la programación hemodinámica del sistema vascular fetal al final del embarazo, teniendo efectos específicos en el flujo uterino de la madre.
Por otro lado, también se ha descubierto que el consumo de marihuana podría alterar la expresión de la proteína L1CAM en estructuras específicas del cerebro, afectando el desarrollo neuronal de los infantes, y que podría explicar alteraciones posteriores en sus neurotransmisores y su comportamiento; en este sentido, algunas investigaciones han mostrado que la exposición gestacional a la marihuana se asociaría con problemas comportamentales en la infancia temprana, y más específicamente en un creciente riesgo a comportamientos agresivos particularmente en mujeres.
En varias investigaciones, se comprobado incluso que el consumo diario de cannabis puede causar cambios epigenéticos en el consumidor, que a su vez pueden ser transmisibles a dos generaciones siguientes. 

#### Fumado
Fumar cannabis es el método más perjudicial de consumo, ya que la inhalación de humo de materiales orgánicos pueden causar problemas de salud diferentes. Cabe aclarar que estos riesgos se refieren exclusivamente al hábito de fumar cannabis, que es la forma de consumo más habitual, y no se aplican al consumo por ingestión ni por vaporización (ver citas anteriores).
Un estudio finalizado en 2007 concluyó que el humo de las hojas secas de esta planta reduce el número de las pequeñas ramificaciones en los pulmones responsables del transporte de oxígeno a la sangre y evacuación de sustancias nocivas, concluyen que por esto los fumadores de marihuana suelen poseer más flema, tos y suelen experimentar la sensación de que se les cierra el pecho.
Las revisiones sistemáticas de la literatura médica no han encontrado evidencia concluyente de la existencia de una relación entre el consumo de cannabis y el cáncer de pulmón. Mientras que un estudio realizado en Nueva Zelanda sugirió que los fumadores diarios de cannabis aumentan en un 8 % por año el riesgo de sufrir cáncer pulmonar, superando el riesgo que supone consumir un paquete de cigarrillo al día en un año, otro estudio en que participaron 2252 personas en Los Ángeles, encontró un riesgo 20 veces menor de padecer cáncer de pulmón en consumidores regulares de cannabis, que en aquellos que fumaban dos o más paquetes de cigarrillos al día. Algunos estudios también han encontrado que el consumo de cannabis moderado puede incluso proteger contra el cáncer de cabeza y cuello.

#### Vaporizado
Un estudio realizado mostró que vaporizar el cannabis puede reducir el riesgo asociado a la inhalación del humo, hasta en más de un 40 %. Por otra parte, algunos artículos sugieren que vaporizar cannabis es un método totalmente efectivo para erradicar los problemas asociados a fumar.

## Uso médico o terapéutico

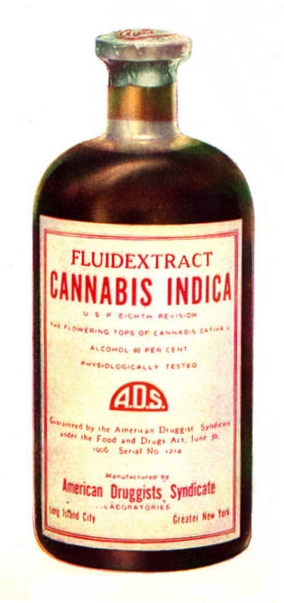
Botella que contiene un extracto líquido de Cannabis índica

Actualmente se investigan los usos médicos de la marihuana para diversas enfermedades, lo que ha generado, de nuevo, cierta polémica.
Muchos estudios afirman que es eficaz frente a las náuseas producida por tratamientos de quimioterapia o de tratamiento contra el sida, su efecto estimulante del apetito ayuda a combatir la inapetencia, así como la anorexia. También puede ayudar a reducir la presión ocular asociada al glaucoma. En muchos casos, es el cannabidiol el compuesto no psicoactivo que tiene un alcance más amplio para aplicaciones médicas, las que abarcan la epilepsia —incluyendo diversas encefalopatías epilépticas, como el síndrome de West—, esclerosis múltiple, desórdenes de ansiedad, esquizofrenia, y náusea. Provoca un efecto sedativo en la mayoría de los casos e inhibe la transmisión de señales nerviosas asociadas al dolor. Se ha visto que cannabidiol reduce el crecimiento de las células de cáncer de mama humano in vitro, y reduce su capacidad invasiva. El consumo de cannabidiol para el tratamiento de la epilepsia —en particular para la esclerosis tuberosa, una enfermedad que incluye entre sus síntomas las crisis epilépticas, y que carece de un tratamiento específico— se encuentra patentado en los Estados Unidos. El tratamiento combina el cannabidiol con otros compuestos antiepilépticos. Según un estudio realizado en México, el uso del cannabidiol fue efectivo para el tratamiento de las convulsiones asociadas a la esclerosis tuberosa.

### Dolor crónico
Se han realizado varios estudios clínicos para determinar el efecto de la marihuana en diferentes tipos de dolor (neuropático, postoperatorio, inducido) en diversas poblaciones de pacientes (VIH/sida, cáncer, fibromialgia). Estos estudios han demostrado que la marihuana efectivamente disminuye el dolor, en forma comparable a otros analgésicos. Sin embargo, los efectos adversos demostrados en estos estudios (alteraciones en la percepción, funciones motoras, discernimiento; hipersensibilidad), no permiten concluir que la marihuana sea una mejor alternativa que medicinas tradicionales.

### Acciones de los cannabinoides dentro del Sistema Nervioso
El delta-9 y el delta-8 TCH y el cannabinol son agonistas de los receptores CB1 y CB2. Las acciones que hacen son muy complicadas, por otro lado, su acción general es la inhibición de la transmisión entre neuronas. Tienen la aptitud de accionar en diferentes células de neuronas, astrocitos, microglía, oligodendrocitos y células perivasculares y tienen la posibilidad de vigilar sus funcionalidades en los procesos degenerativos y de reparación. Por estas acciones, dicen que los cannabinoides y el TCH tienen efectos beneficiosos en el sistema nervioso central y asisten en anomalías de la salud neurodegenerativas.  

### Dolor neurológico
La marihuana alivia el mal neurológico gracias a que en distintos estudios se dio a conocer el papel inmunomodulador, neuro asegurador y antiinflamatorio que la marihuana tiene.  

### Enfermedad de Huntington
Esta patología es caracterizada por indicios psiquiátricos, movimientos bruscos involuntarios, así como modificaciones cognitivas. Es presentada entre los 40 y 50 años y se produce un inconveniente neuronal e hinchazón localizada. Se ha anunciado que con la utilización prolongada de cannabinoides se mejoraron los indicios motores y contribuye a alentar los procesos neuro protectores del tolerante.  

### Enfermedad de Parkinson
Es una patología neurodegenerativa que causa la desaparición progresiva de las neuronas de la sustancia nigra pars compacta. Esta patología tiene males propios como lo son las modificaciones en la posición, el habla escandida, temblor al estar en reposo y un deterioro cognitivo. Varios estudios han lanzado como resultado que los cannabinoides asisten a batallar esta patología, primordialmente el TCH, esto se origina porque tiene efectos antiinflamatorios y además antioxidantes. El exclusivo defecto es que el TCH puede agravar la contrariedad en el movimiento.  

### Enfermedad de Lou Gehrig: Esclerosis del costado amiotrófica
Es una patología que genera la degeneración y muerte progresiva de las neuronas motoras de la corteza motora, la médula espinal y el tallo encefálico. Estas neuronas están involucradas en el movimiento de los músculos del tronco, de la cara y de las extremidades. Esta patología produce calambres, debilidad en los músculos que va creciendo acorde pase el tiempo, de esta forma como la pérdida del control de los músculos de manera facultativa. Es una patología mortal que tiene un promedio de vida de 3 a 5 años. Se tiene la viable teoría que al consumir cannabinoides se logre postergar la difusión motora y se logre incrementar inclusive el tiempo de supervivencia. Por otro lado, si está comprobado que el consumo de cannabis puede contribuir a la tranquilidad muscular, la reducción de la salivación y, por lo tanto, es aporta un beneficio para el sueño y a producir más apetito.  

### Síndrome de Tourette
Esta patología se muestra con más grande simplicidad en los hombres y comúnmente entre los 7 y 12 años. Muestra movimientos repetitivos e involuntarios que afectan a los músculos de la cabeza, los hombros y de la cara. Además, perjudica a la emisión de la voz desde el nivel de carraspeos y puede llegar hasta coprolalia. El consumo de cannabis puede contribuir a bajar los “tics” (los movimientos repetitivos) y además contribuye a vigilar los inconvenientes de conducta.

### Dolor
El mal es un trastorno que se muestra en la mayor parte de las anomalías de la salud, puede producirse sin estar enfermo como es la situación de los accidentes. “Cada día hay más investigación en la que se demuestra que el cannabis puede ser tanto coadyuvante de los fármacos convencionales existentes para tratar el dolor como una medicina sustantiva de dichos fármacos.”  El mal puede clasificarse en un rango en relación del nivel de intensidad que se presente. Comúnmente, el cannabis se usa para dolores, que tienen una intensidad alta. El consumo de cannabis tiene la virtud de ofrecer una reducción relativa al promedio del mal que se muestra, entre otras cosas, se demostró que en una escala del 0 al 10 y el mal puede bajar hasta 5 puntos si es que el mal está en el nivel 10. Además de bajar el mal, además se comprobó que puede bajar resultados consecutivos que son provocados al sentir mal, como es él próximamente alivio del estrés, la ansiedad y el insomnio.

### Cáncer
El cáncer es una de las principales enfermedades que causan la mortalidad a nivel mundial. Los tipos de cáncer que más se presentan son el cáncer pulmonar, gástrico, colorrectal y mamario. El cáncer es una enfermedad muy difícil de tratar por lo cual de los primeros usos médicos que se le dio al cannabis fue para aminorar las náuseas, vómitos y el estrés que producían las quimioterapias. Otro uso que se le dio al cannabis más adelante fue reemplazarlo o ayudar a los analgésicos debido al dolor muy fuerte que se produce durante la enfermedad, con el fin de aminorar la intensidad del dolor. También se comprobó que ayuda a mejorar el sueño, provoca más apetito y produce un mejor estado de ánimo. Una investigación que fue llevada a cabo en ratas, dio como resultado que el hachís podría acabar con las células que son cancerígenas, pero también mantener vivas las células que son sanas.

### Epilepsia
Esta patología tiene origen desde las modificaciones en las ocupaciones eléctricas del cerebro que por consecuencia hace descargas de una intensidad variable. Desde la Antigüedad se ha utilizado el cannabis para tratar la patología de la epilepsia, el consumo de la “marihuana” tiene la virtud de por medio de los cannabinoides, especialmente con el receptor CB1 se descubrió que puede ocasionar un efecto anticonvulsivante. Además, se dio a conocer que aporta un beneficio para el estado de alerta, más producción de un óptimo humor, concilia de manera más óptima el sueño y decrece la autoestimulación. Pero además tiene algunos resultados perjudiciales como una más grande simplicidad de enseñar crisis y somnolencia.  

### Psoriasis
Esta enfermedad da lugar a placas escamosas, también lleva una reacción inflamatoria y prurito y puede incluso aparecer de forma extendida en la piel. Las placas escamosas tienen un origen debido a una proliferación mayor de células formadoras de queratina. El consumo de marihuana da como de beneficio que los cannabinoides, especialmente el TCH y el CBD ayudan a inhibir la proliferación de esas células y llegan a inducir en la apoptosis. De este modo, ayudan a disminuir la respuesta antiinflamatoria y también regula la actividad de los linfocitos T. 

### Contra las adicciones a estimulantes
“A partir de la relación entre el sistema endocannabinoico y procesos neurobiológicos relacionados con la adicción a estimulantes tales como la cocaína y la metanfetamina;
una terapia basada en cannabinoides puede ser usada para tratar la adicción hacia los estimulantes.” 

### Glaucoma
El consumo de cannabis reduce la presión ocular mejorando notablemente la lesión por glaucoma. El Cannabis medicinal ha demostrado en series de casos reducciones de la PIO alrededor de un 24 %. Estudios en pacientes con glaucoma de ángulo abierto lograron reducciones del 60-65 % de los pacientes.

### Esclerosis múltiple
Existen estudios que sugieren que puede ralentizar otras enfermedades neurológicas, tales como la esclerosis múltiple; al respecto, se ha sugerido que uno de los componentes de la marihuana (CBD) ralentiza el avance de esta enfermedad neurológica en animales, consiguiendo reducir la muerte de células nerviosas hasta en un 50 %. Hay numerosos estudios acerca de la esclerosis múltiple que han mostrado que puede ayudar a reducir el miedo, los temblores, el insomnio, la espasticidad, relajar los músculos, reducir la presión intraocular o mejorar el control de esfínteres.

### Alzheimer
Respecto al del Alzheimer, algunas investigaciones realizadas sugieren que ciertos componentes de este psicotrópico reducen los niveles cerebrales de β-amiloides y mejoran el comportamiento cognitivo en animales. Por otro lado, se ha reportado que algunos ingredientes activos de la marihuana podrían reducir la progresión de esta enfermedad degenerativa.

### Esquizofrenia
En contraste con los aparentes peligros del THC para los usuarios psicóticos o pre-psicóticos, el CBD (cannabidiol) parece ser tan efectivo como los antipsicóticos de uso común para el tratamiento de la esquizofrenia, y más efectivo que éstos en el caso de los síntomas negativos.

### Ansiedad
El THC puede inducir ansiedad, mientras que el CBD tiene propiedades ansiolíticas (reduce la ansiedad), según algunos estudios.

## Aspectos sociales y uso recreativo
La legalidad del cannabis o regulación legal del cannabis, referida al uso del cannabis como sustancia adictiva, ha sido y es objeto de debate y controversia desde hace décadas. Prácticamente todos los países tienen leyes concernientes al cultivo, posesión, venta y consumo de cannabis. Los productos no psicoactivos (por ejemplo, fibra y semillas) son legales en muchos países, y en ellos las autoridades pueden dar licencia para el cultivo orientado a dichos fines. La hierba, sin embargo, es una sustancia controlada en casi todo el mundo, aunque existen excepciones por motivos médicos. El fracaso de las políticas prohibicionistas y policiales frente al tráfico de drogas ha llevado a personalidades mundiales a solicitar cambios en su regulación.

## Proceso del cultivo y crecimiento del cannabis

### Germinación
Las semillas de cannabis deberán ser de buena calidad, generalmente pueden variar según el tipo de planta o el origen que tenga, sin embargo, las semillas de buena calidad se generalizan por ser atigradas. Una semilla que está inmadura se verá de color verdoso y se romperá muy fácilmente, simplemente con hacer presión sobre nuestros dedos. Estas semillas generalmente no sirven para una correcta germinación. Existen diferentes métodos para la germinación de las semillas de cannabis, sin embargo, los 2 más populares y exitosos son los siguientes: El primero consiste en poner las semillas en un vaso de agua tibia y agregarle una gota de cloro para que no se pudra, al paso de unos días se abrirán las semillas y se dejará ver la punta de la raíz blanca. La segunda forma es un plato, colocar una servilleta de papel húmeda, poner las semillas y taparlas con otra servilleta encima, se debe mantener húmedo y será necesario que tengan luz hasta que broten. Después de usar cualquier método y que tenga la raíz nuestra semilla es momento de enterrarlas de 1 a 2 cm de profundidad y cubrirlas con un poco de tierra. 

### Crecimiento vegetativo del cannabis
Después de sembrar las semillas se recomienda darle 18 horas de luz hasta un tope de 24 horas, esta luz podría ser luz fluorescente color 33. Para hacer el montaje de la luz se puede hacer mediante tubos fluorescentes. Además, tienen la ventaja que, si se quiere aplicar un método como la clonación, servirá esta instalación de luz. Se deberán cuidar los brotes hasta que midan aproximadamente entre 5 y 10 cm para poder después trasplantarlos en las macetas donde estarán de forma definitiva. Después de este trasplante requerirán 24 horas de luz de forma continua es importante aplicar también los cuidados de regado hasta que las plantas rindan frutos y crezcan entre 20 cm hasta 38 cm. Otro cuidado más que se le puede dar para acelerar el proceso de crecimiento es que se puede aplicar el uso de ventiladores durante el día, ya que durante la noche no es necesario.

### Sexuación
Los cannabis hembras forman una flor mediante un cáliz, estas flores son adheridas al tallo, los cálices están cubiertos de resina, al igual que sus brotes. Las flores crecen de forma junta y forman cogollos, cuando los cogollos ya están formados y aún no tienen un hilillo de color marrón es momento de polinizar para así obtener las semillas. Para el proceso de germinación se necesita de un macho para polinizar y que tenga contacto con el pistilo de la planta hembra. 

### Polinización
La polinización se logra mediante la planta macho semental y se realiza mediante un papel transparente, donde se sella al tallo con una cinta adhesiva. Después de que notemos que las flores se abren y el polen también es visible, vamos a cortar al macho por su base y se cuelga unos días para que éste libere todo el polen que pueda. Después se recolecta el polen en una bolsa de celofán y se introduce en un cogollo que esté sobre la punta de una rama, se sella con cinta y después se espera a que las semillas se formen, y también maduren en la planta.

### Hermafroditismo
“En condiciones de estrés puede aparecer hermafroditismo en estas plantas de ambos sexos. Los machos que son sacados de un sistema en el que tenían condiciones idóneas y son trasladados a una ventana en invierno, suelen formar alguna flor femenina que al ser polinizada suele dar una semilla borde. No se les puede considerar actos a efectos de consumo, no dejan de ser machos con unas pocas flores del otro sexo.” 

### Fase de floración
Alrededor de 14 días las plantas dan sus primeras flores y con esas flores se puede hacer el proceso de sexuación. Mientras el cannabis está aflorando, es ideal agregar un abono y vitaminas especialmente al cannabis hembra debido a que cuando florecen pueden incluso llegar a producir racimos de flores. Para saber el punto exacto de la maduración se recolectan pequeñas muestras cortando algún cogollo al hacer esto se sabe si se deben esperar algunos días para su recolección definitiva.

### Recogida y secado
Una vez que la planta ya está en su fase madura se corta por su base o bien por sus ramas principales. Con una tijera se cortan las hojas medianas, así como también los cogollos que no se observen cubiertos de la resina de la planta. Después de hacer este proceso, se pone a secar la planta entera, esto puede ser encima de una bandeja o bien colgada boca abajo. El proceso de secado tarda entre 6 a 10 días y se debe cuidar que el ambiente no sea tan cálido, pero tampoco tan húmedo, esto debido a que se puede afectar gran parte del TCH. Un dato importante es que sólo se puede empaquetar siempre y cuando ya esté bien seca.

## Estatus legal

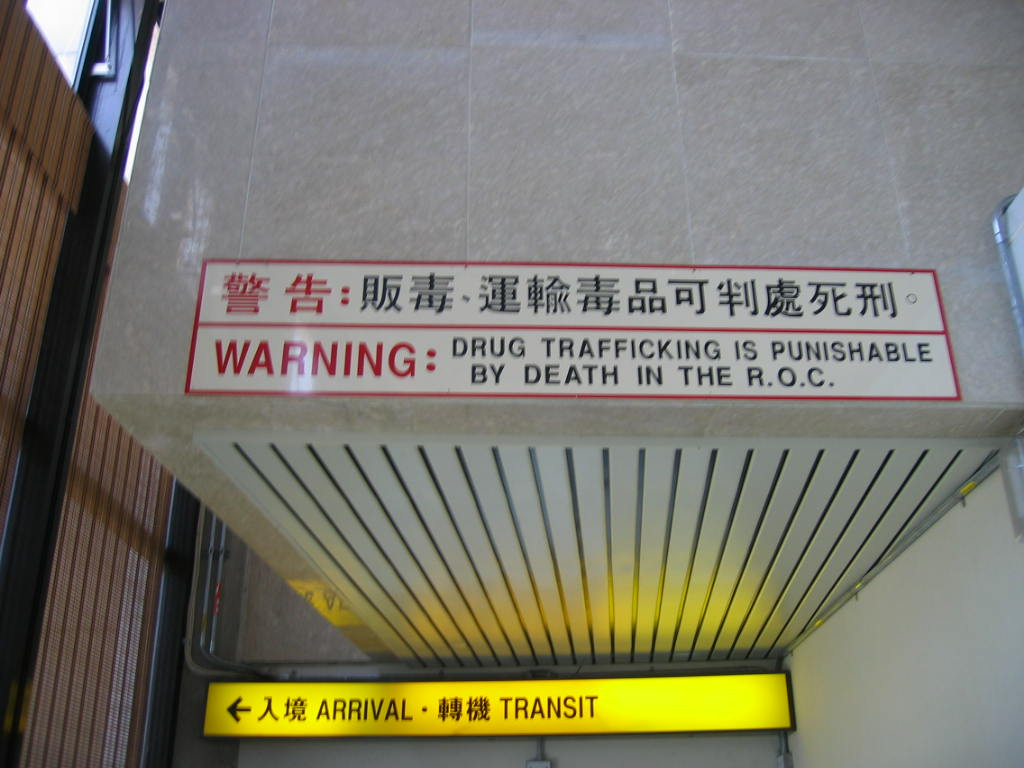
Aviso aeroportuario de las autoridades taiwanesas: «El tráfico de drogas se puede castigar con la muerte».

### Inicios delsigloXX
La marihuana fue criminalizada en casi todo el mundo a comienzos del siglo XX. En Gran Bretaña, el cannabis fue ilegalizado en 1928 tras adherirse a la Convención Internacional del Opio que se acordó en Ginebra (Suiza) en 1925. En Estados Unidos, el 12 de agosto de 1930 fue creado el Federal Bureau of Narcotics. El mismo estaba bajo la dirección de Harry J. Anslinger. Este departamento creó leyes para penalizar el transporte, posesión y consumo de marihuana. Una de estas leyes fue el Marihuana Tax Act en 1937.
Para entender el porqué de la ilegalización, hay que tener en cuenta lo siguiente: existe la teoría de que fueron los esclavos africanos quienes trajeron a América la novedad de fumar Cannabis. No obstante, Richard Schoeder señala: «La explicación más verosímil es también la más sencilla. La marihuana cobró importancia cuando la enmienda constitucional número 18 y la Ley Volstead prohibieron el alcohol. La marihuana era un sustituto barato y “satisfactorio” del aguardiente, producía los mismos efectos “estimulantes” y no era, en principio, ilegal».
Durante la ley seca en los Estados Unidos «ser oficial de policía era una cosa agradable, recibías un salario relativamente decente, respeto, impunidad parcial ante la ley, y la oportunidad de recibir sobornos, si eras esa clase de persona». La prohibición del alcohol no solamente deja una década de fracasos en la prohibición misma, sino a un gran número de oficiales desempleados que no están dispuestos a abandonar su estilo de vida y que presionan a su gobierno para que efectúe un reordenamiento en el Buró Federal de Narcóticos y Drogas Peligrosas (FBNDD).
En cuanto Harry J. Anslinger —sobrino político del Secretario del Tesoro Andrew Mellon— fue designado director, el Buró se dio a la tarea de articular una campaña nacional contra el nuevo enemigo. El mismo Aslinger relata en su libro Los asesinos: «Por radio y en foros importantes relaté la historia de esta hierba maligna que crece en los campos, las márgenes de los ríos y orillas de los caminos. Escribí artículos para revistas, nuestros agentes dieron cientos de conferencias a padres, educadores y dirigentes cívicos y sociales. En transmisiones de televisión seguí denunciando el número cada vez mayor de crímenes cometidos, incluyendo el estupro y el homicidio». Necesitaban asustar principalmente a los padres de familia y los maestros para convencer al país de que sus trabajos eran importantes.

### Impulso a la industria del papel de cáñamo: DuPont y William R. Hearst
Por si fuera poco, existe otro factor bastante interesante que el Reporte de la NCMDA no menciona: durante la primera mitad de los años treinta la industria del papel de cáñamo comenzó a cobrar impulso. A tal grado que diversas revistas especializadas sostuvieron que en cuestión de unos años la cosecha nacional de cáñamo alcanzará el primer lugar, pero justo en esos años la compañía Dupont patentó el tratamiento químico de la pulpa de madera y decidió asociarse con una cadena de periódicos propiedad de William R. Hearst para la explotación de un nuevo tipo de papel. Con ello comenzó la época del «periodismo amarillo», llamado así porque, a diferencia del papel de cáñamo, el papel de pulpa de madera tratada con ácidos se torna amarillo al cabo de unos meses o años, dependiendo de la concentración. Aunque este nuevo papel resulta más barato, el de cáñamo es más resistente y duradero, no exige la tala de árboles y no daña la atmósfera con compuestos químicos peligrosos, por lo que muchos compradores continúan prefiriéndolo.
Al darse cuenta de que para monopolizar el mercado necesitaba sacar de la competencia a los productores de cáñamo, Hearst buscó el apoyo del banquero y Secretario del Tesoro, Andrew Mellon. Este otorgó su respaldo a la multimillonaria empresa, y a partir de entonces los discursos de su sobrino Anslinger se vieron complementados con la producción de un documental titulado Reefer Madness (algo así como ‘La locura del porro’ o ‘La locura del toque’). El mensaje fue que «la yerba conduce a la demencia, el pillaje, la violación y el homicidio». La locura del toque cumplió con su cometido, y logró influir en la opinión pública y en 1936, sobre la base de que la marihuana y sus derivados se habían incluido ya en un convenio internacional, se elevó al Tesoro un proyecto de normatividad represiva, no solo contra las partes psicoactivas del cáñamo, sino contra todo uso de la planta.
Aparte de los productores poco organizados, nadie más protestó. La mayoría de los norteamericanos no sabían que el cáñamo y la marihuana son la misma cosa y nadie pudo asociar la diabólica hierba de México con las cuerdas con las que se amarraban los zapatos. Un año después se aprobó por unanimidad la Marihuana Tax Act y quedó estrictamente prohibido consumir cáñamo en territorio estadounidense. Su cultivo e importación para necesidades industriales y de defensa se someten a partir de entonces a la licitación del Departamento del Tesoro. «En lo sucesivo, y hasta 1971, todas las decisiones del Congreso sobre estupefacientes se aprobarían por absoluta unanimidad… la circunstancia muestra hasta qué punto cualquier gesto distinto al máximo rigor sería para los diputados y senadores un acto de lesa majestad electoralista y, por tanto, un suicidio político».
Esta ley no estaba dirigida al uso medicinal de la marihuana, sino a su uso recreativo. Pero esta ley hizo difícil el uso medicinal de la marihuana por la gran cantidad de papeles que se les requería a los médicos que la quisieran recetar a sus pacientes.

### Propaganda durante la Segunda Guerra Mundial
En 1942, en plena Segunda Guerra Mundial, el gobierno estadounidense publicó una propaganda con el lema Hemp for victory (‘Cáñamo para la victoria’), dirigida por Raymond Evans. Era una campaña para que los agricultores cultivaran cannabis; el mismo gobierno que años antes la prohibía, se encargó de distribuir semillas a los habitantes agrícolas de esa época, con el fin de creación de cáñamo textil.

### Años más recientes: los Países Bajos
Las leyes suelen contemplar penas por tráfico, cultivo o posesión para consumo propio. La dureza de las penas varía según el país. Los Países Bajos son el único estado de la Unión Europea donde se permite la venta, de una cantidad máxima de 5 g (gramos) de marihuana y sus derivados en locales con licencia denominados Coffee shops (cafetería). Lo paradójico es que los coffee shops no pueden comprar la marihuana legalmente, ya que el cultivo de esta no está legalizado en los Países Bajos, y tampoco la venta a los coffee shops.

### Argentina
Si bien en Argentina la tenencia de marihuana para consumo personal se encuentra tipificada como delito por la Ley Nacional N.º 23.737, la Corte Suprema de Justicia de la Nación, máximo tribunal de ese país, en julio de 2009 consideró inconstitucional condenar la tenencia de estupefacientes para uso personal que se realice en condiciones tales que no traigan aparejado un peligro concreto o un daño a derechos o bienes de terceros. En 2017, se aprobó la ley del uso medicinal del cannabis. El proyecto sobre la autorización del cultivo de cannabis para permitir la investigación farmacéutica de la utilidad de los cannabinoides en el tratamiento de enfermedades como la epilepsia o el alzheimer, fue convertido en ley por la Cámara de Senadores por unanimidad y sin debate. El Poder Ejecutivo la promulgó como Ley 27.350 de Uso Medicinal de la Planta de Cannabis y sus derivados. Lo hizo a través del Decreto 266/2017, que fue publicado en el Boletín Oficial de la Nación con las firmas del presidente Mauricio Macri, el jefe de gabinete Marcos Peña y el ministro de salud Jorge Lemus.

### México
En 2001, se inició el Movimiento Cannábico Mexicano. En la primera Million Marihuana March en el país, se reunieron 15 personas. En los primeros diez años del movimiento, la legislación mexicana admitió la figura de consumidor e hizo la distinción entre este y el farmacodependiente y narcomenudista. En la marcha del 2002 se reunieron 50 personas en la explanada del Palacio de Bellas Artes y en la Alameda Central. En la marcha del 2003, un partido político nuevo, el partido México Posible, incluyó en sus propuestas la despenalización de la marihuana, gracias a lo cual el movimiento cannábico ganó difusión en la prensa nacional. En 2006, Patricia Mercado, candidata a la presidencia de la República, también propuso la legalización; la marcha ya incluía a miles de personas, y ya existía formalmente, con registro, la Asociación Mexicana de Estudios sobre Cannabis. Surgieron publicaciones sobre el tema: Yerbalibre, la Gaceta Cannábica, Fanzine Ilegal. La diputada Elsa Conde conformó el Grupo Cáñamo, y se generaron tres iniciativas de ley: para su uso medicinal, industrial y recreativo. El Grupo Cáñamo se convirtió, tiempo después, en el Colectivo por una Política Integral Hacia las Drogas, A. C. En 2011, se organizó la Marcha del Día Mundial por la Liberación de la Mariguana con dos propuestas: la autoeducación («Cultívate a ti mismo») y una propuesta por la paz. La Ley General de Salud prohíbe (administrativamente, no penalmente) tanto la siembra como el cultivo, la cosecha, la elaboración, la preparación, la adquisición, la posesión, el comercio, el transporte, la prescripción médica, el suministro, el empleo, el uso y el consumo de la Cannabis: la sanción es de hasta 16 mil veces el salario mínimo vigente. Según la Ley de Cultura Cívica del Distrito Federal, es una infracción consumirla en lugares públicos: la penalización es «un arresto de 25 a 36 horas, o multa de 21 a 30 días de salario mínimo». En mayo de 2015, apareció la revista Cáñamo México, uno de cuyos objetivos es difundir el conocimiento acerca de la marihuana y sobre todo acerca del movimiento hacia su despenalización. El 4 de noviembre de 2015, la Primera Sala de la Suprema Corte de Justicia de la Nación, máximo Tribunal Constitucional, cabeza del Poder Judicial de la Federación de los Estados Unidos Mexicanos, aprobó un recurso de amparo a cuatro personas para el consumo recreativo de la marihuana. El 31 de octubre de 2018, la Primera Sala de la Suprema Corte de Justicia de la Nación otorgó dos amparos con los que estableció jurisprudencia para que cualquier ciudadano que solicite un permiso al gobierno federal pueda cultivar y consumir marihuana con fines recreativos.

### Uruguay
En diciembre de 2013, el gobierno de Uruguay legalizó el comercio del cannabis, en la cual el estado regula y controla la venta.

### Australia
El 17 de octubre de 2015, la ministra de salud australiana Sussan Ley anunció una nueva ley por la que el gobierno autorizará cultivos de cannabis para investigación científica y para realizar ensayos clínicos en pacientes.

## Venta de cannabis
El mercado se estima en veintidós mil millones de dólares para 2020 (era de cuatro mil seiscientos millones en 2014).
En México se resume a la publicidad y comercialización de cannabis en:
“Artículo 77. Para efectos del artículo 310 de la ley, sólo se autoriza a la publicidad de medicamentos de cannabis que esté dirigida a profesionales de la salud, por lo que queda prohibido realizar promoción y publicidad dirigida a la población en general."